# Batalla de Stalingrado
La batalla de Stalingrado fue un gran enfrentamiento bélico entre el Ejército Rojo de la Unión Soviética y la Wehrmacht (Fuerzas Armadas) de la Alemania nazi y sus aliados del Eje, por el control de la ciudad soviética de Stalingrado, actual Volgogrado, entre el 23 de agosto de 1942 y el 2 de febrero de 1943. La batalla se desarrolló en el transcurso de la invasión alemana de la Unión Soviética, en el marco de la Segunda Guerra Mundial. Con bajas estimadas en más de dos millones de personas entre soldados de ambos bandos y civiles soviéticos, la batalla de Stalingrado es considerada la más sangrienta en la historia de la humanidad. La grave derrota de la Alemania nazi y sus aliados en esta ciudad, significó un punto clave y de severa inflexión en los resultados finales de la guerra, representando el principio del fin del nazismo en Europa, pues la Wehrmacht nunca recuperaría su capacidad ofensiva ni obtendría más victorias estratégicas en el Frente Oriental. Asimismo, a partir de esta derrota, la Alemania nazi estaría en un continuo retiro de todas sus administraciones militares hasta el fin de la Segunda Guerra Mundial en 1945.
La ofensiva alemana para capturar Stalingrado comenzó el 17 de julio de 1942, en el marco de la Operación Azul o Fall Blau, un intento por parte de Alemania de tomar los pozos petrolíferos del Cáucaso. A inicios de agosto, el 6.º Ejército, apoyado por el 4.º Ejército Panzer, cruzó la curva del río Don, y alcanzó Stalingrado. El 23 de agosto, un masivo bombardeo redujo buena parte de la urbe, mientras que las tropas terrestres del 6.º Ejército inició la toma de la ciudad, propiciándose combates callejeros calle por calle y casa por casa, en lo que ellos denominaron Rattenkrieg («guerra de ratas», en alemán). A pesar de controlar la mayor parte de la ciudad, la Wehrmacht nunca fue capaz de derrotar a los últimos defensores soviéticos que se aferraban tenazmente a la orilla oeste del río Volga.
El general Gueorgui Zhúkov, que llevó a cabo una estrategia de contención y desgaste de los alemanes en su intento de tomar la ciudad, reunió hombres y armas en la retaguardia para emprender la contraofensiva denominada Operación Urano, que se inició el 19 de noviembre de 1942, y comenzó desde los flancos, arrolló a los ejércitos aliados del Eje en el Don, y embolsó al 6.º Ejército alemán del general Paulus y parte del 4.º Ejército Panzer dentro de Stalingrado. Incapaces de escapar del cerco, 330 000 soldados alemanes quedaron encerrados y aislados; aunque más de 42 000 de ellos fueron evacuados por heridas, el resto quedó a merced del hambre y el frío. Finalmente, los constantes fracasos del general Von Manstein por intentar romper el cerco, las promesas incumplidas de las autoridades nazis de suministrar víveres y municiones a los sitiados por vía aérea y los constantes ataques soviéticos harían que el general Paulus, desobedeciendo las órdenes de Hitler, rindiera su 6.º Ejército en febrero de 1943.
La derrota alemana en Stalingrado confirmó lo que muchos expertos militares sospechaban: la capacidad logística de las fuerzas alemanas era insuficiente para abastecer y mantener una ofensiva en un frente que se extendía desde el mar Negro hasta el océano Ártico. Esto se confirmaría poco después en la nueva derrota que Alemania sufriría en la batalla de Kursk. El fracaso militar convenció a muchos oficiales alemanes de que Hitler estaba llevando a Alemania al desastre, acelerándose los planes para su derrocamiento y dando como resultado el fallido atentado contra Hitler de 1944.
Para premiar el heroísmo de sus habitantes, la ciudad de Stalingrado recibiría en 1945 el título de Ciudad Heroica.

## Antecedentes
Influido por el geopolítico Karl Haushofer, Adolf Hitler intentaba convertir las tierras de la Unión Soviética en colonias alemanas a las que denominaría «Germania». Entre 1939 y 1941, la Alemania nazi estuvo ocupada luchando con sus históricos enemigos de Occidente: Francia y el Reino Unido (véase Batalla de Francia y Batalla de Inglaterra); no obstante, Hitler nunca perdió de vista su verdadero objetivo: invadir el este de Europa y aniquilar a los eslavos.
El 22 de junio de 1941, Alemania invadió la Unión Soviética, incluso cuando Inglaterra no había sido derrotada. Hitler, convencido de la debilidad del Estado soviético, a quien consideraba como un gigante con los pies de barro, creía que sus pueblos se volverían contra Iósif Stalin, permitiéndole concluir la invasión antes del invierno. Sus generales recibieron órdenes de ceñirse al plan, desdeñando sus opiniones. De esta forma, un día antes de la invasión, unos tres millones de soldados alemanes esperaban el inicio de la mayor operación militar hasta la fecha, distribuidos desde Finlandia hasta el mar Negro. También unos 950 000 soldados de otras naciones aliadas de Alemania.
En diciembre de 1941, la guerra en la Unión Soviética no se había desarrollado tal como el Alto Mando Alemán había planeado. Leningrado y Sebastopol continuaban resistiendo el cerco en el norte y el sur respectivamente, y la ofensiva contra Moscú había fracasado. Entonces, inesperadamente, los alemanes se encontraron con una gran contraofensiva soviética desde la capital rusa y tuvieron que afrontar el hecho de que, a pesar de haber aniquilado y capturado a cientos de miles de soldados del Ejército Rojo en los últimos meses, el Alto Mando soviético, pactando la no agresión con Tokio, había logrado desplegar reservas suficientes, además de las divisiones siberianas dirigidas por el general Gueorgui Zhúkov, hasta entonces ubicadas en la frontera con Manchukuo, para emprender una gran contraofensiva. Tardíamente, y tal como se ha creído durante décadas, los invasores comprenderían que aparentemente las reservas enemigas eran «inagotables».
Habiendo fracasado en capturar Moscú, Hitler —con sus generales en contra— decidió dirigirse hacia los pozos petrolíferos del Cáucaso, pues el petróleo era el elemento fundamental, del que apenas disponía, para sostener la guerra y, además, debilitar verdaderamente a su enemigo. La Operación Azul, como se denominó la campaña alemana en el sur de la Unión Soviética, tenía como objetivo la captura de puntos fuertes en el Volga primero y, posteriormente, el avance sobre el Cáucaso.

## «Operación Azul»: el camino a Stalingrado

### Avance hacia el Don
El 5 de abril de 1942, Hitler emitió la Directiva fundamental 41 con la que definió el desarrollo planificado de la nueva gran ofensiva en detalles tácticos y describió, en realidad de una manera bastante nebulosa, los objetivos geoestratégicos de la Operación Azul (Fall Blau en alemán), a partir de los cuales esperaba un éxito decisivo. La ofensiva alemana involucró a dos grupos de ejércitos, más de un millón de soldados con alrededor de 2500 tanques, apoyada por cuatro ejércitos rumanos, italianos y húngaros (unos 600 000 hombres más). Se habría de desatar en el sur de Rusia con el objetivo de conquistar las cuencas del Don y el Volga, destruir las industrias importantes de Stalingrado (nudo de comunicación ferroviario y fluvial y centro de producción mecánica muy importante) y luego apuntar a los pozos petroleros del Cáucaso, asegurando a Alemania suficientes recursos energéticos para continuar la guerra. Esta ambiciosa directiva se basó principalmente en la suposición errónea de Hitler de un supuesto agotamiento irreversible material y moral del Ejército Rojo después de las enormes pérdidas sufridas en la campaña de 1941-42.
La operación, inicialmente programada para principios de mayo, sufrió retrasos considerables debido a la dura resistencia soviética durante el asedio de Sebastopol. Por otro lado, la necesidad de llevar a cabo algunas operaciones preliminares de rectificación del frente y oponerse a algunos intentos prematuros e ineficaces ofensivas soviéticas de primavera en Járkov (segunda batalla de Járkov). De hecho, estos éxitos alemanes, que costaron a los soviéticos menos de un cuarto de millón de pérdidas, favorecieron en gran medida el éxito inicial de la Operación Azul (Fall Blau).
«Para Hitler, Stalingrado era el símbolo soviético, por su industria y por lo que ideológicamente representaba; por ello puso mucho énfasis en tomarla, pero los soviéticos eran conscientes de las consecuencias de la derrota también, y no se amilanaron ante el poderío nazi; el duelo estaba servido».
Era 10 de mayo. El general Friedrich Paulus, comandante del 6.º Ejército Alemán, presentó al Mariscal de Campo Fedor von Bock un esbozo de la «Operación Federico». Paulus había tomado el mando del 6.º Ejército recientemente tras el fallecimiento de su anterior comandante, Walter von Reichenau, a consecuencia de un ataque cardíaco sufrido después de hacer ejercicio en la campiña rusa a temperaturas bajo cero.
La Operación Federico significaba la consolidación del frente delante de Járkov, recién capturada por Alemania. No obstante, el mariscal Semión Timoshenko se adelantó a Paulus, emprendiendo el 12 de mayo una contraofensiva desde Vorónezh, cuyo objetivo era precisamente la liberación de Járkov, rodeando al 6.º Ejército en un movimiento de pinza. Cuando 640 000 soviéticos con 1200 tanques se lanzaron contra las fuerzas de Paulus, este se encontró al borde del colapso. Solamente la oportuna llegada del 1.º Ejército Panzer de Ewald von Kleist permitió revertir la situación de la ofensiva y, en lugar de ser capturados, los hombres de Paulus ayudaron a los de Von Kleist a capturar los Ejércitos soviéticos 6.º y 57.º en Barvenkovo. El 28 de mayo unos 240 000 soldados soviéticos fueron embolsados y capturados, e incautados 1250 carros y más de 2000 cañones. Fue la peor derrota soviética de la guerra, y terminó con la contraofensiva de Timoshenko.
El 1 de junio, Adolf Hitler y el mariscal Fedor von Bock presentaron a los generales del Grupo de Ejércitos Sur los planes definitivos de la Operación Azul en los cuarteles generales de esta unidad, ubicados en Poltava. Al 6.º Ejército de Paulus se le encargó la tarea de limpiar Vorónezh, y dirigirse luego a Stalingrado acompañado del 4.º Ejército Panzer de Hermann Hoth. Una vez allí, se encargarían de destruir los complejos industriales y de proteger las refinerías petroleras del Cáucaso desde el Norte.
Se prohibió toda transcripción de las órdenes de la Operación Azul; todo debía comunicarse de manera verbal. El 10 de junio la 1.º Panzerarmee y el 6.ºEjército alemán, compuestos por 33 divisiones, cinco de ellas Panzerdivisionen y dos motorizadas, iniciaron los primeros avances en los sectores de Volchansk y Kupiansk; las fuerzas acorazadas se desplegaron entre el flanco derecho del Grupo de Ejércitos Sur y el sector Smolensk-Slaviansk. Sin embargo, el 19 de junio, un avión alemán que llevaba anotaciones personales del general Georg Stumme acerca de la operación fue derribado detrás de las líneas enemigas, y los papeles fueron capturados por los soviéticos. No obstante, después de que el general Filipp Gólikov los entregara directamente a Stalin, este los rechazó como falsos, convencido de que Moscú seguía siendo el principal objetivo alemán.
Para el día 26 de junio, la 1.º Panzearmee y el 6.º Ejército alemán, tras 16 días de combates, rechazaron el ala izquierda del Frente Sudoccidental soviético, empujando a los rusos hasta las orillas del Oskol, donde se posicionaron.
En Sebastopol, el 11.º Ejército alemán entró en las ruinas de la fortaleza, tras meses de resistencia soviética, pues habían estado retrasando la ofensiva alemana (Fall Blau) hacia el Cáucaso. El general del 11.º Ejército, Erich von Manstein, fue ascendido a mariscal de campo por su brillante campaña de Crimea, que culminó con la toma del fuerte de Sebastopol.

### Operación Azul

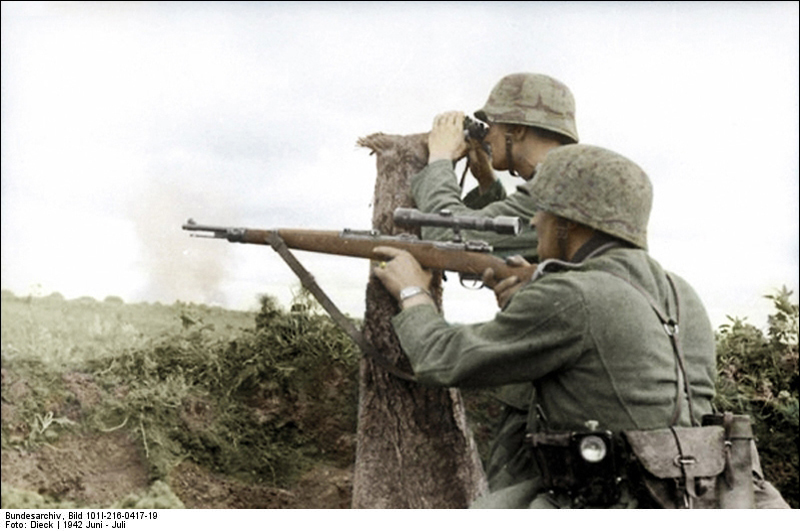
Francotiradores alemanes en Vorónezh, junio de 1942

El 28 de junio se inició la ofensiva general alemana hacia los objetivos principales en dirección al Vorónezh, y el 30 de junio en la región del Donetsk, en el sur de Rusia, el Grupo de Ejércitos Sur comenzó bien su ofensiva: las fuerzas soviéticas ofrecieron poca resistencia en las vastas estepas vacías y comenzaron a retirarse hacia el este. Varios intentos de restablecer una línea defensiva fallaron cuando las unidades alemanas los flanquearon. Se formaron y destruyeron dos grandes focos: el primero, al noreste de Járkov, el 2 de julio, y un segundo, alrededor de Mílerovo, el Óblast de Rostov, una semana después. El avance inicial del 6.º Ejército y sus aliados del Eje fue un éxito. Para el día 5 de julio, unidades del Grupo de Ejércitos B alcanzan el río Don a ambos lados de la ciudad de Vorónezh, donde se dan intensos combates. Von Bock esperaba que los alemanes pudieran tomarla pronto, pero Timoshenko había reforzado su guarnición. Hitler dio la orden de detener el ataque en Vorónezh, y proseguir la ofensiva Fall Blau en el sur. Al día siguiente, la 24.º Panzerdivision y la División motorizada "Grossdeutschland" han trabado intensos combates con los soviéticos que defienden Vorónezh y no pueden retirarse como ha ordenado Hitler. Como los rusos comienzan a retroceder, el Führer ordena conquistar la ciudad, lo cual divide las fuerzas alemanas de la Operación Fall Blau. El 7 de julio, unidades del 4.º Ejército Panzer del general Hoth capturan Vorónezh, en el Don, según lo planeado en la Operación Azul, en el sur de Rusia. Mañana claudicará el Frente soviético entre el Don y el Doniets, pero gran número de rusos seguirán combatiendo a los invasores germanos. Los ejércitos de Von Weichs hacen unos 28 000 prisioneros, y se incautan de unos 1000 tanques y 500 cañones. El 6.º Ejército, hace 45 000 prisioneros y toma 200 carros y 700 cañones. El 4.º Ejército Blindado estuvo completamente involucrado en la batalla de Vorónezh durante dos días, y los alemanes tardaron un tiempo antes de que pudieran abandonar la línea hasta la llegada del 2.º Ejército húngaro. Con el Grupo de Ejércitos Sur entrabado en el Sur de Rusia, el 9 de julio, Hitler ordenó que el 4.º Ejército Panzer se dirigiera hacia el Don y el Volga. Sin embargo, fue sometido a un contraataque potente por parte del Ejército Rojo, hasta el 13 de julio, en la zona del Don y el Donietsk. Hitler reconoció que esos dos días de retrasos en Vorónezh, combinado con otras demoras evitables en el viaje hacia el sur y los sorpresivos intentos soviéticos ineficaces de estabilizar el frente, permitieron al mariscal Semión Timoshenko reforzar el Don y su gran meandro, evitando la toma de Stalingrado por parte del 4.º Ejército Panzer.
Desde que Hitler ordenó dividir el Grupo de Ejércitos Sur en dos fuerzas, no tuvo en cuenta las reservas alemanas de combustible, que eran alarmantemente escasas, y asumió que el enemigo había agotado en gran medida sus reservas en el primer invierno de la guerra. A pesar de la falta de reservas, al Grupo de Ejércitos A, comandado por el mariscal Wilhelm List, se le ordenó continuar la ofensiva en el Cáucaso, mientras que el Grupo de Ejércitos B, incluidos el 6.º Ejército de Friedrich Paulus y el 4.º Ejército Panzer de Hermann Goth, comandados por el mariscal Maximilian von Weichs, se dirigieron hacía el Don y el Volga.
En un informe de Halder, de fecha 13 de julio, al Führer: «Los ejércitos alemanes de Von Bock, empeñados en la Ofensiva Fall Blau en el sur de Rusia, no pueden aniquilar a las tropas soviéticas del mariscal Timoshenko, que se repliegan en perfecto orden hacia el este para evitar las maniobras de tenaza germanas». Hitler asumió que es una desbandada y cambia los planes de la operación: ordenó al 4.ª Panzerarmee y al 40.º Panzerkorps que abandonen el objetivo del meandro del Don, dejando dirigirse allí al 6.º Ejército en solitario.
En Moscú, el Estado mayor del Ejército Rojo, que comanda el mariscal Shaposhnikov, se reúne con Stalin en el Kremlin, también está Mólotov, el mariscal Voroshílov, y varios oficiales aliados. Se acuerda proseguir el repliegue soviético hasta detrás del Volga y el Cáucaso y después organizar una línea defensiva, obligando a los germanos a pasar otro mal invierno. Se evacuarán todas las fábricas al otro lado de los Urales.
El 15 de julio, Hitler y von Bock, comandante del Grupo de Ejércitos Sur, discutieron sobre los próximos pasos en la operación. El acalorado debate acerca de la partición de las fuerzas del Grupo de Ejércitos Sur en dos Grupos de Ejército, A y B, y los continuos contraataques soviéticos, que ataron al 4.º Ejército Panzer hasta el 13 de julio, hicieron que Hitler perdiera los estribos y despidiera a von Bock.
En el frente del Don, el 4.º Ejército Panzer de Hoth se dirigió al sur, según lo planeado por el alto mando alemán (OKW), para unirse al Grupo de Ejércitos A, debido a los lentos progresos en la campaña del Cáucaso, y para ayudar en la captura del resto de las fuerzas de Timoshenko, que se esperaba tendría lugar cerca de Rostov del Don, sin lograrlo plenamente. En el avance se produjo un atasco masivo cuando el 4.º Panzer y el 1.º Panzer requirieron las pocas carreteras en el área. Ambos ejércitos fueron detenidos mientras intentaban limpiar el desorden resultante de miles de vehículos. La demora fue larga y se cree que le costó el avance al menos una semana. Pero Rostov fue atacada y reconquistada por el 17.º Ejército y el 1.º Ejército Panzer el 23 de julio.

### «¡Ni un paso atrás!»

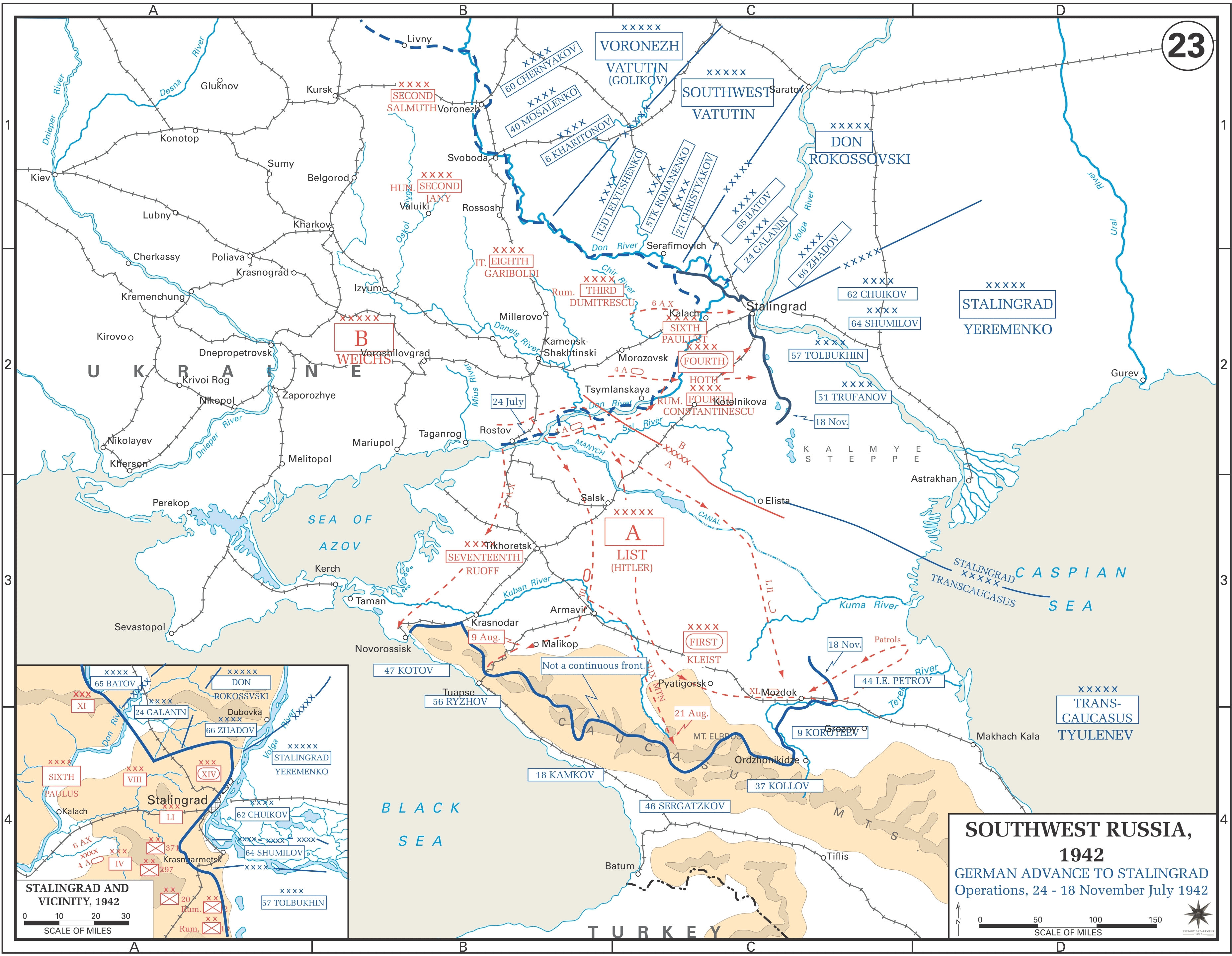
Avance alemán hacia el Don, camino de Stalingrado; entre el 24 de julio y el 18 de noviembre.

Stalin había previsto la rápida caída de Rostov. Por esta razón, el 19 de julio había ordenado que Stalingrado quedase en estado de sitio total y comenzasen los preparativos para resistir ante los alemanes que se acercaban. No se permitió a los civiles abandonar la ciudad, queriendo alentar a la milicia soviética con la permanencia de sus familiares entre los habitantes. No obstante, trabajadores especializados considerados claves para las industrias armamentistas fueran enviados a los Urales, para seguir trabajando allí.
El 17 de julio, tuvo inicio la ofensiva alemana hacia el Don, a cargo del 6.º Ejército. En cuanto a la defensa, Vasili Chuikov llegaría al frente de Stalingrado; allí quedaría a cargo del 64.º Ejército soviético, cuyas principales unidades todavía no habían llegado. Chuikov encontró a sus tropas con la moral muy baja, y fue muy poco lo que pudo hacer para evitar ser obligado a cruzar el Don. La llegada de la aviación rusa, que mantuvo ocupados a los Messerschmitt 109 alemanes hasta inicios de agosto, alivió a las castigadas fuerzas terrestres.
A mediados de julio de 1942, los alemanes habían empujado a las tropas soviéticas de vuelta hacia el margen del río Don, a pesar de la escasez de combustible. En este punto, los ríos Don y Volga están a solo 65 km de distancia. En el avance los alemanes dejaron sus principales depósitos de suministros al oeste del Don, lo cual tendría repercusiones más adelante, puesto que los rusos se posicionarían fuertemente en la curva del río Don. Los alemanes comenzaron a requerir a los ejércitos de sus aliados italianos, húngaros y rumanos para proteger su flanco izquierdo (norte). Ocasionalmente, las acciones italianas se mencionaban en comunicados oficiales alemanes. Las fuerzas italianas generalmente eran tenidas en poca consideración por los alemanes, y fueron acusadas de tener baja moral: en realidad, las divisiones italianas lucharon relativamente bien, según un oficial de enlace alemán. La 3.ª División de Infantería de Montaña Ravenna y la 5.ª División de Infantería Cosseria demostraron tener buena moral, y se vieron obligadas a retirarse solo después de un ataque blindado masivo en el que los refuerzos alemanes no habían llegado a tiempo, según un historiador alemán. De hecho, los italianos se distinguieron en numerosas batallas, como la Batalla de Nikolayevka.

El 22 de julio, tropas de vanguardia de la 1.ª Panzerarmee de Von Kleist cruzan el río Don, dentro de la Operación Fall Blau, y avanzan hacia el sureste. La 4.ª Panzerarmee del general Hoth recibirá mañana la orden de apoyar a Kleist en el cruce del Don. Al día siguiente, en Berlín, Hitler firmó la Orden Ejecutiva o Directiva N.45, denominada Operación Braunschweig, según la cual las fuerzas alemanas deberán acometer una doble operación simultánea en Stalingrado y el Cáucaso., la inclusión de la ocupación de la ciudad de Stalingrado, comenzó a atribuir valor propagandístico, basándose en que llevaba el nombre del líder de la Unión Soviética. Hitler proclamó que después de la captura de Stalingrado matarían a sus ciudadanos varones y deportarían a todas las mujeres y niños porque su población era «completamente comunista» y «especialmente peligrosa». Se suponía que la caída de la ciudad también aseguraría firmemente los flancos norte y oeste de los ejércitos alemanes a medida que avanzaban en Bakú, con el objetivo de asegurar estos recursos petroleros estratégicos para Alemania. La expansión de los objetivos fue un factor significativo en el fracaso de Alemania en Stalingrado, causado por el exceso de confianza alemán y una subestimación de las reservas soviéticas.

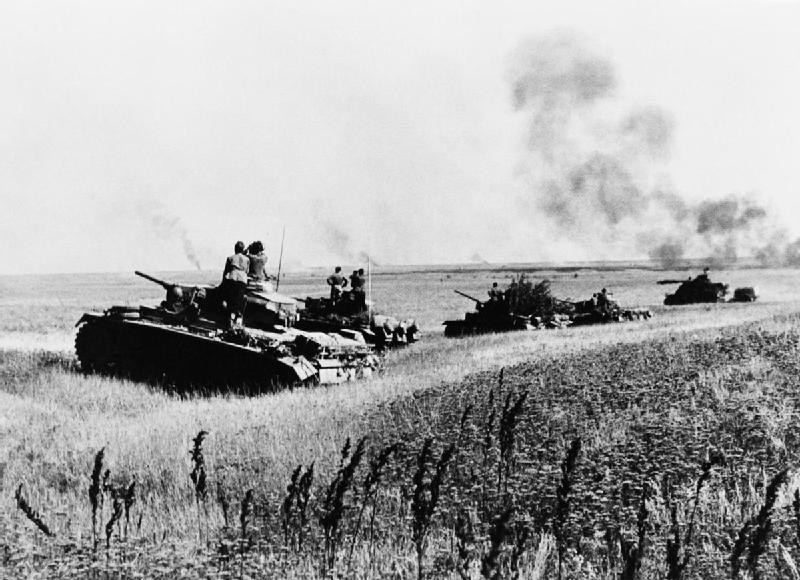
Infantería alemana durante la batalla del Don. Tanques Panzer III despejando las cada vez más duras defensas rusas.

El 24 de julio, el 6.ª Ejército alemán al mando del general Paulus cruza el río Don al oeste de Stalingrado. Al día siguiente, los alemanes enfrentaron una fuerte resistencia con una cabeza de puente soviética al oeste de Kalach. «Tuvimos que pagar un alto costo en hombres y material... en el campo de batalla de Kalach quedaron numerosos tanques alemanes quemados o disparados». Ese día, el grueso de la 1.ª Panzerarmee de Kleist cruza el río Don por el sur, pero algunas unidades rezagadas no lo harían sino hasta un día más tarde.
Ante el avance del 6.ª Ejército germano hacia la ciudad, que amenazaba con partir en dos la Unión Soviética, Stalin promulgó a sus tropas del Frente de Stalingrado: la Orden 227, el 28 de julio, por la cual que conminaba a sus comandantes en el frente a no permitir bajo ningún concepto la retirada de sus hombres y ordenaba la formación de una línea en la retaguardia de la infantería con autorización para fusilar sumariamente a todo soldado soviético que retrocediese. Asimismo, se obligaba a las mujeres a combatir también a gran escala. En el documento figuraba la frase «¡Ni un paso atrás!», que se constituiría desde entonces en el lema de la resistencia antifascista soviética. La Orden 227 decretaba durísimas penas para aquellos que retrocedieran. Los desertores y presuntos simuladores fueron capturados o ejecutados después de la lucha. Durante la batalla, el 62.º ejército tuvo la mayor cantidad de arrestos y ejecuciones: 203 en total, de los cuales 49 fueron ejecutados, mientras que 139 fueron enviados a compañías penales y batallones. Al día siguiente, unidades acorzadas del 4.ª Panzerarmee del general Hoth cruzan el Don. Tropas de la 1.ª Panzerarmee del general Kleist toman Proletarskaia. Los alemanes que avanzaban hacia Stalingrado sufrieron grandes bajas.
Por su parte, confiado en el derrumbe del Ejército Rojo en el sur de Rusia, Hitler ignoró una vez más el estado real de sus tropas en el Cáucaso y de los planes enemigos de posicionarse fuertemente en las montañas, y ordenó la inmediata captura de los pozos petrolíferos por el reforzado Grupo de Ejércitos A, que se empeñaba en avanzar lo más rápido posible, hasta situarse a 100 km del mar Caspio; nunca llegarían. El 9 de agosto cae el primer yacimiento petrolífero de Maikop, pero lo encuentran completamente destruido. Las unidades germanas carecen de suministros y se encuentran agotadas; estando muy lejos de su alcance los principales yacimientos petrolíferos de Bakú. Hitler, exasperado, comienza a prestar su atención al frente de Stalingrado.
El fracaso en la toma del Cáucaso llevó a Hitler a repensar drásticamente sus objetivos. Sin el ansiado petróleo, se convenció de que, si conquistaba la ciudad, además de tapar su derrota estratégica con una victoria simbólica, tendría de nuevo posibilidades de virar hacia el Cáucaso. No sería hasta el 3 de septiembre que las fuerzas germanas del Grupo de Ejércitos A, con la 13.º y la 23.º Panzerdivisonen en vanguardia, comienzan a reanudar su marcha hacia al sur de Rusia, intentando llegar a los campos petrolíferos del Cáucaso en Bakú. Sin embargo, las unidades germanas carecen de suministros y se encuentran agotadas; las compañías raramente tienen más de sesenta hombres, y las Panzerdivisionen ochenta tanques y no pueden avanzar más. El 7 de septiembre, el Führer envíó al general Jodl, jefe del OKW, a Stalino, donde tiene su cuartel el mariscal List, con la intención que el Grupo de Ejércitos A siga avanzando en todos los frentes, hasta los puertos del mar Negro, Tuapse, Sochi, Sujum, Batum, y finalmente, Bakú, pero se encuentra con un panorama diferente al que le habían informado. Al día siguiente, en su cuartel general de Vínnitsa, Ucrania, Hitler destituyó a Von List, jefe del Grupo de Ejércitos A. Tras una dura discusión con el mariscal y Jodl sobre el estado de las tropas que no permite una ofensiva, asume personalmente el mando de sus tropas en el Cáucaso. En cuanto a Jodl, pensó reemplazarlo por Paulus, el actual comandante del 6.º Ejército.

### Avance hacia el Volga
A inicios de agosto, Hitler, enfurecido por los lentos progresos del general Paulus en el Don, ordenó al 4.º Ejército Panzer de Hoth, que se dirigiera de nuevo a Stalingrado en apoyo del 6.º Ejército y aplastara definitivamente las defensas soviéticas en la curva del río Don. El general Hoth obedeció preocupado, debido a las pocas reservas de combustible restantes tras el descenso hacia el Cáucaso. El 8 de agosto, las 16.ª y 24.ª Panzerdivisionen del 6.º Ejército de Paulus, que avanza con el objetivo de llegar a Stalingrado, terminan de cercar a las tropas del 62.º Ejército soviético del general Kolpakchi al oeste de Kalach, a 60 km de la Stalingrado. Quedan embolsadas siete divisiones, dos brigadas motorizadas y dos acorazadas con unos mil carros de combate y 750 piezas de artillería. Para el 10 de agosto, unidades del 6.ª Ejército alemán de Paulus llegan a Stalingrado. Al día siguiente, el 6.º Ejército alemán del general Paulus derrotó a las tropas del 62.º Ejército soviético del general Kolpakchi, que oponían una fiera resistencia en la curva del río Don. Los germanos hacen unos 35 000 prisioneros rusos e incautan 270 carros y unos 560 cañones. Los restos del 62.º Ejército cruzan el meandro del Don hacia los arrabales de la ciudad. El general Vladimir Kolpakchi fue destituido del cargo y reemplazado por el general Anton Lopatin. De esta forma queda abierto para las fuerzas del Eje el camino a Stalingrado; pero antes los germanos tendrán que acabar con los reductos soviéticos en la zona: tardarán unos once días. El 13 de agosto, Stalin nombró a Andréi Yeriómenko comandante del Frente de Stalingrado, harto de las continuas derrotas del mariscal Timoshenko.
El 19 de agosto, el general Paulus ordena al 6.ª Ejército alemán atacar la ciudad de Stalingrado. Lo hará en anillos y utilizando unidades acorazadas en las alas; cuenta con 9 divisiones de infantería, 5 Panzerdivision y 4 divisiones motorizadas. El frente ruso que defiende la urbe industrial tiene una longitud de 80 km donde están los 62° y 64° Ejércitos rusos, con 11 divisiones de infantería y algunas brigadas motorizadas; los soviéticos conquistan algunas posiciones en el río Neva.
El 22 de agosto, los últimos reductos de resistencia soviéticos son derrotados en Kalach, el 4.º Panzerkorps penetra en las líneas rusas en Vertiachi, al noreste de Stalingrado. El 14.º Panzerkorps del general Wietersheim abre una brecha en el frente ruso con la que podrán alcanzar la orilla del Volga; por la brecha penetra el 51.º Cuerpo de Ejército de Seydlitz. 

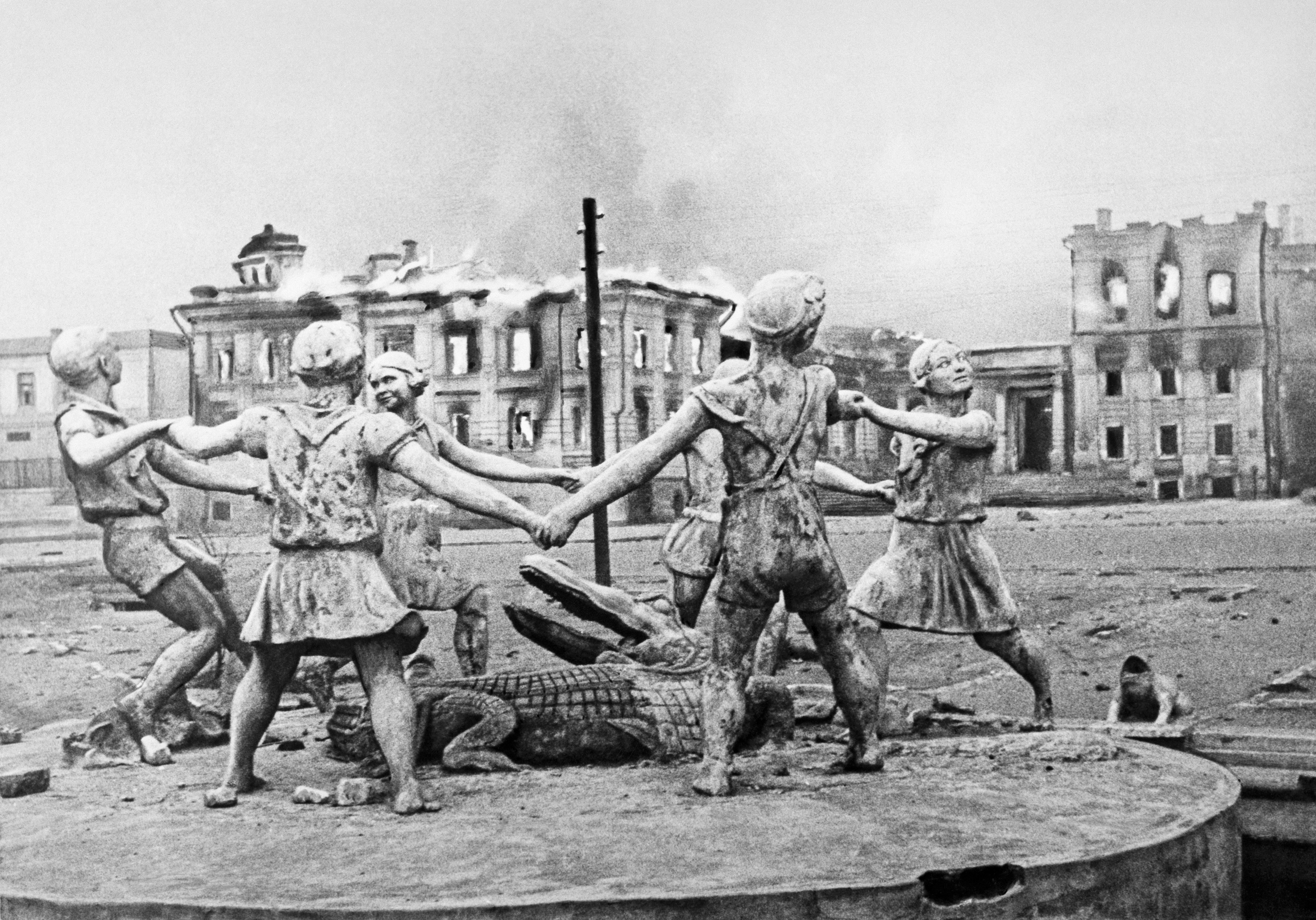
Histórica foto de Emmanuil Yevzerikhin de la Fuente Barmalej (Ronda de los niños), tomada el 23 de agosto de 1942. Detrás se ve la estación ferroviaria destruida por el bombardeo aéreo de ese día.

El 23 de agosto, Stalingrado recibió su primer bombardeo proveniente de los Heinkel 111 y Junkers 88, unos 600 aviones del general Wolfram von Richthofen, jefe de Estado Mayor de la Legión Cóndor durante el bombardeo de Guernica. Bombardean durante hoy y mañana la ciudad de Stalingrado, para cubrir el inminente asalto de la capital por tropas de la Wehrmacht. Arrojan cerca de 2000 tn de bombas, que matan cerca de 40 000 civiles y soldados del Ejército Rojo, dañando o destruyendo unos 4000 edificios. La Luftwaffe perdería, en total, noventa aeroplanos. Ese mismo día, la vanguardia del 6.º Ejército alemán alcanzó el Volga. Los soldados estaban emocionados por haber avanzado con tantos sacrificios desde el meandro del Don (gracias en parte al resultado del Combate de Isbucensky y al apoyo de la Lutfwaffe), confiando en una caída rápida de Stalingrado. La 16. Panzer-Division germana, al mando del general Hube, continuó cruzando la curva del río Don sobre un pontón montado en Vertiachi, al noreste de Stalingrado. Por la tarde, la compañía de transmisiones llega a la vista de la ciudad, a unos 40 km, mientras está siendo bombardeada por Stukas. Prosigue por los suburbios de Spartakovka, Hinok y Latashinika, entra en los arrabales de la ciudad y se atrinchera en la ribera del Volga.
Por el sur, el avance de Hoth era más lento, ya que Yeriómenko había colocado la mayor parte de sus fuerzas contra el 4.º Ejército Panzer; además, Hitler le había quitado al general Hoth un cuerpo blindado para integrarlo al 6.º Ejército de Paulus.

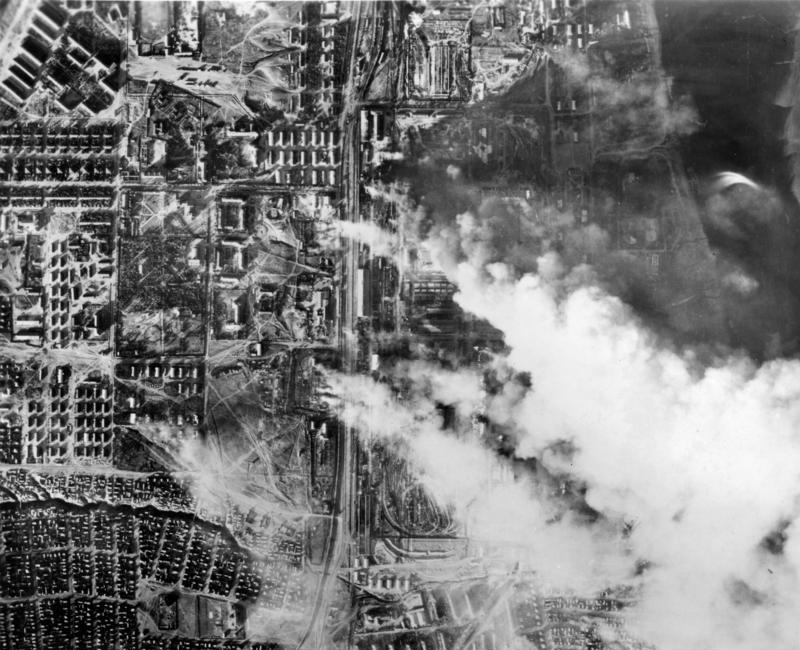
Bombardeo aéreo de la Luftwaffe alemana sobre Stalingrado en septiembre de 1942.

### Los alemanes a las puertas de Stalingrado
El 24 de agosto, unidades de la 16. Panzer-Division, al mando de Hube, avanzan por los arrabales industriales de Spartakovka, al noroeste de Stalingrado, entablando una dura lucha con tropas del 62.º Ejército soviético que emplea algunos T-34 recién fabricados y son ayudados por ciudadanos armados, que luchan en las barricadas. Los germanos atacan el ferrocarril, con su artillería dominan el Volga y la Luftwaffe continúa bombardeando la ciudad. La 35.ª División soviética aísla a los germanos, que forman en erizo aguardando la llegada de más unidades alemanas. Algunas divisiones no podrán llegar, debido a una inesperada contraofensiva soviética de grandes proporciones, y en algunas semanas serán derrotadas. El contraataque se llevó a cabo en el sector de Kotluban al norte de la ciudad, con ejércitos recién formados: el 4.º de Tanques, el 24.º y el 66.º ejércitos y el 1.º de Guardias soviéticos. Estos nuevos ejércitos lanzaron contraataques costosos sobre las fuerzas alemanas, por lo que se tuvieron que desviar divisiones completas del 6.º Ejército próximas a Stalingrado, hacia el norte para contener la arremetida soviética. Otros dos ejércitos soviéticos frescos, el 57.º y el 51.º, hicieron lo propio desde el sur, donde se encontraban las fuerzas de Hoth, relegando nuevamente el avance de Paulus y sus fuerzas a una toma rápida de la ciudad.

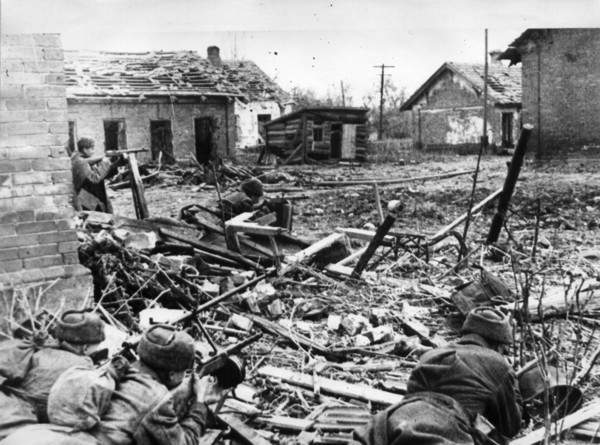
Soviéticos que se preparan para evitar un asalto alemán en los suburbios de Stalingrado.

Paulus que comanda el 6.º Ejército, con unos 270 000 soldados aproximadamente, entre ellos unidades rumanas, 740 tanques, unas 7000 piezas de artillería y una cobertura aérea de 1200 aviones, tan solo llegaría con una tercera parte de la infantería a los suburbios de Stalingrado, el 1 de septiembre, y con escaso apoyo mecanizado, debido a los acontecimientos recientes al norte de la ciudad. En aquel momento la ciudad era defendida tan solo por unos 56 000 soldados. En medio de las ruinas de la ciudad ya destruida, tropas del 62.º Ejército soviético construyó posiciones defensivas con puntos de disparo ubicados en edificios y fábricas. Para el día 2 de septiembre, el 6.º Ejército alemán y el 4.ª Panzerarmee llegan a las colinas que dominan Stalingrado, cortando las comunicaciones terrestres de la urbe; la guarnición ahora solo puede aprovisionarse por el Volga. El comandante del 62.º Ejército soviético, Lopatin, da por perdida la ciudad, y pide autorización para huir por el río. Stalin se niega. El jefe del Frente de Stalingrado, Eremenko reemplaza a Lopatin por el general Chuikov, recién llegado de Oriente. Al día siguiente, el 4.º Panzerarmee de Hoth llega al círculo defensivo soviético de Stalingrado, y sus vanguardias se encuentra con el 51.º Cuerpo de Ejército alemán de Von Seydlitz, que llega al aeródromo de Gumrak, a 8 km al oeste de Stalingrado. Los 2 ejércitos rusos de Chuikov y Eremenko huyeron ayer de los carros germanos al interior de la ciudad, y se reagrupan. Los soviéticos contraatacan en el sector de Annenskoe y Gorodik. A partir de ahora se libraran combates durísimos, casa por casa. Los soviéticos emplean las alcantarillas y canales subterráneos que van a dar al Volga, donde recibirán refuerzos.
Los alemanes que se trasladaron a Stalingrado sufrieron grandes pérdidas. Francotiradores y grupos de asalto detuvieron al enemigo lo mejor que pudieron. Los refuerzos soviéticos cruzaron el Volga desde la costa este bajo bombardeos constantes y fuego de artillería. En el transcurso del tiempo, todo el 6.º Ejército y parte del 4.º Ejército Panzer estarán enfrascados en una lucha callejera casa por casa, edificio por edificio y calle por calle en la ciudad. Estas tropas desconocían que el Ejército Rojo preparaba una ofensiva a gran escala contra el 6.º Ejército alemán en los próximos meses.
Stalin, que instaba a Zhúkov a salirles al encuentro e interceptar dichas fuerzas enemigas, replicaba:

¿No entienden que, si entregan Stalingrado, el sur del país quedará separado del centro, y probablemente no podremos defenderlo? Además de perder nuestra principal vía fluvial, no sólo es una catástrofe para Stalingrado, sino para el país, dado que se perderá el petróleo también.

Las ofensivas de Kotluban a finales de agosto y septiembre lograrían aliviar en parte la situación respecto del norte de la ciudad. La orden de Zhúkov era terminante: «¡No entreguen Stalingrado!». En estos combates cae abatido el 3 de septiembre el teniente Rubén Ruiz Ibárruri, hijo de célebre dirigente comunista española, la Pasionaria.

## La ciudad-fortaleza

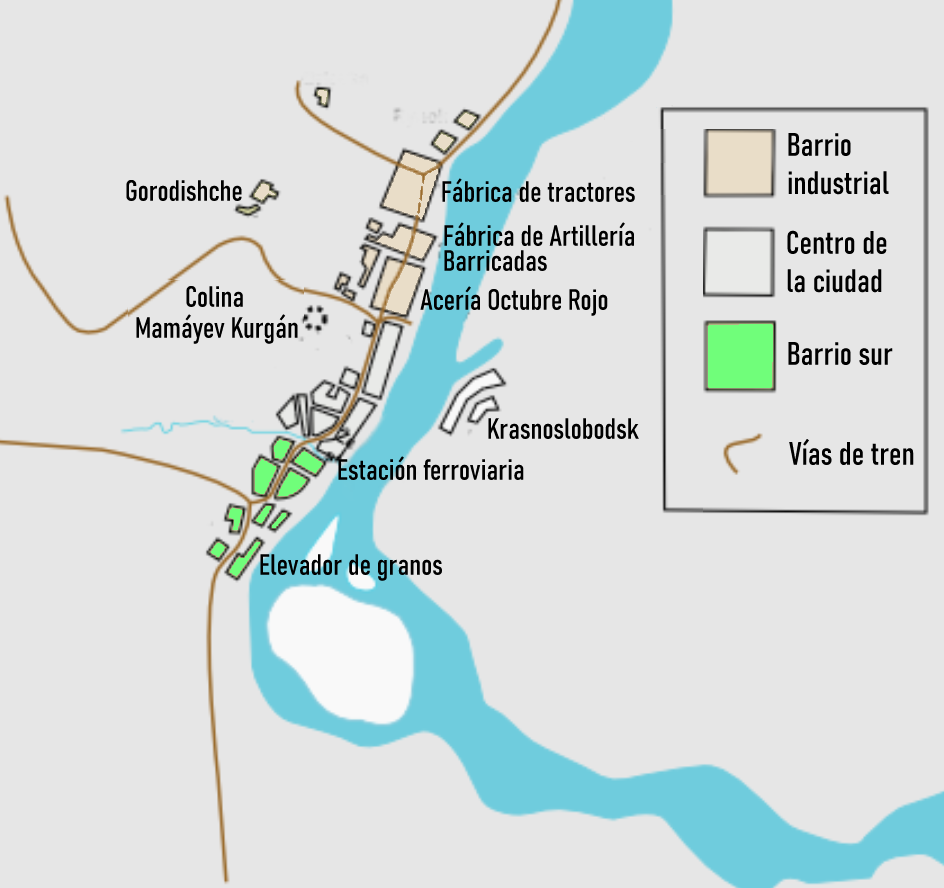
Mapa de Stalingrado en 1942.

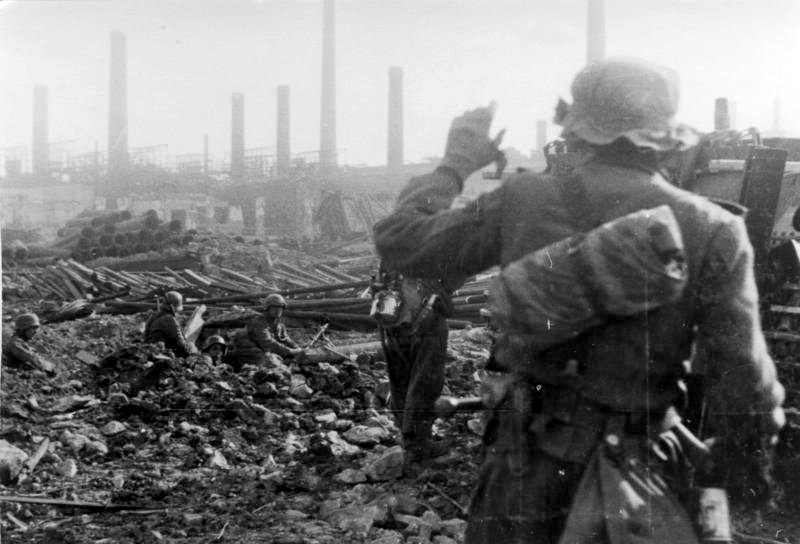
Infantería alemana esperando en lugar de trincheras en una planta industrial derrumbada

Stalingrado era por entonces una ciudad de 600 000 habitantes. Había sido construida sobre la ribera derecha del río Volga, con tres sectores principales: al norte, el barrio obrero, con gran cantidad de fábricas y talleres, entre las que se destacaban tres grandes plantas (fábrica de tractores, fábrica de artillería Barricadas (Barrikady) y la acería Octubre Rojo), que se volverían fortalezas naturales; en el medio, el centro de la ciudad, con la estratégica estación ferroviaria; al sur se ubicaba el sector más vulnerable, con un gran elevador de granos. En el área central se ubica la colina Mamáyev Kurgán, lugar estratégico, que permitía bombardear tanto el barrio obrero como el centro de la ciudad. La tarea de defender la ciudad había sido asignada al Ejército 62, al mando del general Vassili Chuikov (reemplazante de Anton Lopatin), que contaba con trece divisiones, ocho brigadas, doce regimientos y un cuerpo de tanques, que fueron ubicados estratégicamente para resistir y evitar que los alemanes completaran la ocupación de la ciudad, hasta que las tropas soviéticas estuvieran listas para emprender la contraofensiva.
La ciudad que tenía una importante industria militar (Fábricas octubre Rojo, de tractores y de cañones Barrikady) y poseía el nudo ferroviario más extenso del país, ya que unía Moscú, el mar Negro y el Cáucaso, existiendo igualmente un puerto fluvial en servicio para la navegación por el Volga. La urbe se extendía unos 24 kilómetros a lo largo de la orilla occidental del Volga, pero con menos de diez kilómetros de anchura. No existía ningún puente cruzando el río, empleándose grandes barcazas para comunicar ambas orillas. La orilla oriental apenas estaba poblada. Es importante considerar que la temperatura en el Cáucaso es muy extrema tanto en verano como en invierno, durante el cual el frío es tal que el Volga se congela con una capa suficientemente gruesa de hielo como para permitir el paso de vehículos pesados.

### Llegada de Zhúkov y Chuikov
El mariscal Gueorgui Zhúkov, quien recientemente había sido nombrado vicecomandante en Jefe, segundo después de Stalin, llegó a Stalingrado el 29 de agosto. Zhúkov había estimado que hacia noviembre de 1942, la correlación de fuerzas entre Alemania y sus aliados y la Unión Soviética, habría cambiado para resultar favorable a esta última. Las fábricas habían sido trasladadas al este y reiniciado la producción en masa de armamentos, las tropas alemanas se habían desgastado y sus flancos eran demasiado extensos resultando así vulnerables, mientras que el corredor entre los ríos Don y Volga abrían una posibilidad para una contraofensiva exitosa, iniciada como un movimiento de pinzas desde el sur y desde el norte. Pero para que la contraofensiva soviética pudiera realizarse, Stalingrado debía resistir hasta noviembre.
La Wehrmacht, en colaboración con las SS, utilizan desde hoy, 10 de septiembre, al exgeneral ruso Vlásov, capturado ese verano a orillas del Vóljov, para desmoralizar a los soldados rusos que defienden Stalingrado. Este firma hoy una octavilla donde dice «La camarilla de Stalin ha arruinado el país con los koljoses. Debemos combatir su régimen con todas nuestras fuerzas...» e insta a los soldados rusos a pasarse a las tropas del Eje. Como consecuencia de estas acciones, más de 60 000 rusos lucharán en las filas del 6.º Ejército alemán durante el asalto a Stalingrado.
Vasili Chuikov, un granítico e inflexible general, eficiente y decidido, hasta entonces a cargo del 64.º Ejército, desplegado al sur de la ciudad y que había estado resistiendo los embates del 4.º Ejército Panzer de Hoth y el Panzergruppe de Kleist, asumió personalmente el mando del 62.º Ejército en la ciudad, el 12 de septiembre. Cuando Chuikov llegó al escenario de la batalla, Yeriómenko y Jrushchov le preguntaron: «—¿Cuál es el objetivo de su misión, camarada? —Defender la ciudad o morir en el intento», contestó firmemente Chuikov.
El nuevo comandante se encontró con menos de 20 000 hombres y 60 tanques, así como unas deficientes defensas. Chuikov reforzó las defensas antiaéreas (servidas por mujeres militares) de la ciudad y, asimismo, fortificó aquellos lugares donde fuese posible contener al enemigo, en especial la colina de Mamáyev Kurgán y el barranco del río Tsaritsa. Además, retiró la mayor parte de su artillería a la ribera oriental del Volga y fomentó el despliegue de francotiradores, entre ellos el famoso Vasili Záitsev y Tania Chernova.

### Asalto alemán

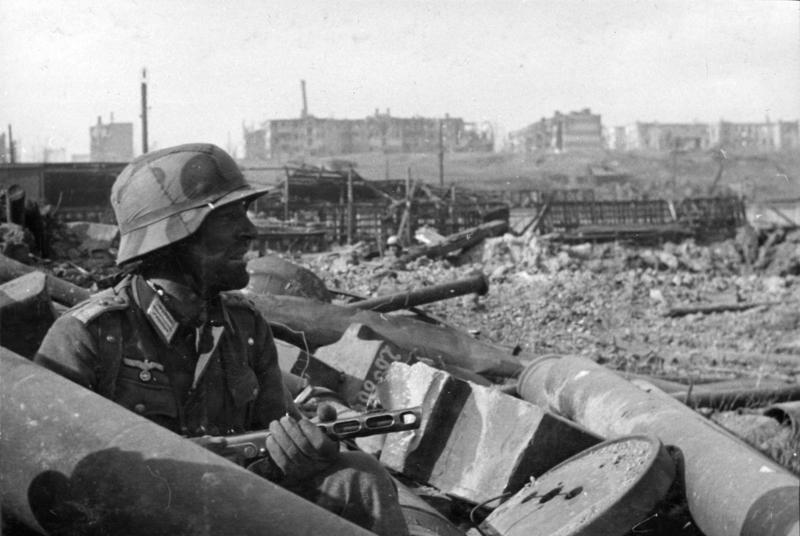
Un militar alemán armado con un subfusil soviético PPSh-41 vigila desde una barricada. En realidad muchos alemanes tomaban armas soviéticas cuando las encontraban porque eran mejores para el combate en espacios cerrados.

El mismo día que Chuikov tomó el mando del 62.º Ejército, Paulus se encontraba en Vínnitsa, en el Wehrwolf, con Hitler, que quería saber cuándo caería la ciudad. Paulus se encontraba preocupado por los flancos de su 6.º Ejército, que estaban desprovistos de unidades mecanizadas de consistencia y eran resguardados por ejércitos sin armamento pesado de varias nacionalidades: rumanos, italianos y húngaros. Estas fuerzas de inferior calidad resultarían sobrepasadas, incapaces de asegurar los flancos. Chuikov por su parte, a cargo de la defensa de la ciudad, cuenta con sólo tres divisiones de infantería, restos de cuatro divisiones y dos brigadas de carros, con un total de cuarenta tanques, que están enterrados para usarlos como piezas de artillería. Hitler minimizó la debilidad de los flancos, convencido de que el frente soviético estaba al borde del colapso, una falsa confianza que fue contagiada a Paulus. 

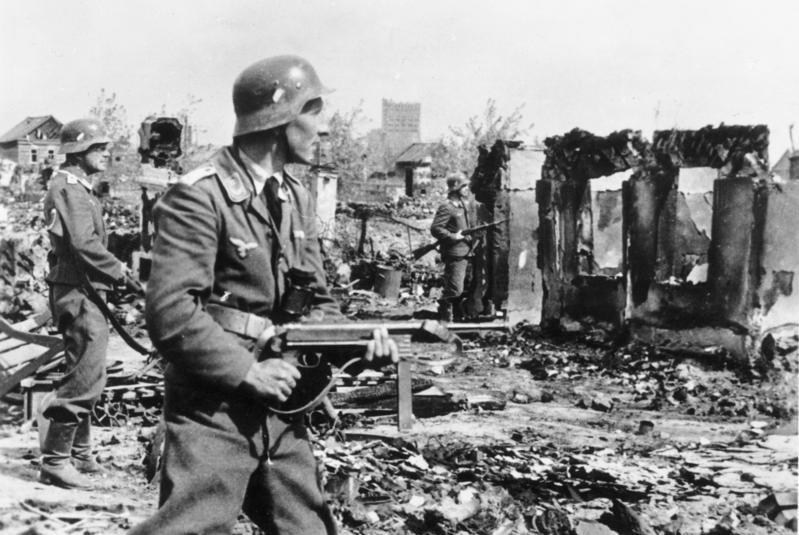
Soldados alemanes despejando las calles en Stalingrado

El 13 de septiembre, el 6.º Ejército alemán de Paulus inicia el primer ataque masivo para conquistar Stalingrado. Para ello, la 71.ª, 76.ª y 295.ª divisiones de infantería avanzan por el centro, desde la estación de Gumrak hacia el hospital principal, para luego tomar la colina de Mamáyev Kurgán; por otro lado, la 94.ª división de infantería y otra división motorizada atacan la zona del suburbio minero apoyadas por las 14.ª y 24.ª Panzerdivisionen. Por el lado soviético, enfrentan el grueso del asalto alemán la 244.ª y 399.ª divisiones de fusileros, la 20.ª división NKVD, el 23 cuerpo de tanques, que se repliegan hacia la orilla de la ciudad, mientras la 244.ª división se mueve desde el norte para reforzar las tropas que defienden la colina. Las tropas alemanas fracasan en su objetivo de conquistar la ciudad, pero ingresan a los suburbios y empujan al Ejército Rojo hacia la orilla occidental del Volga.
El 14 de septiembre, las tropas alemanas (295.ª división) toman la estratégica colina de Mamáyev Kurgán mientras que las divisiones 71.ª y 76.ª avanzan por el centro, para tomar la estación ferroviaria, acercándose peligrosamente al embarcadero principal. Chuikov manda entonces a la 13.ª división para fortalecer la zona central y evitar que los alemanes tomen control de la estación ferroviaria y alcancen la orilla del río. Entre el 14 y el 16 de septiembre la estación cambió quince veces de mano. Las tropas soviéticas retoman el control de la colina. Sin embargo, los alemanes abren una brecha en el sector central de las posiciones rusas, llegando algunas avanzadillas a doscientos metros del búnker de Chuikov, que desplaza la totalidad de sus tanques para detener el ataque, y emplea la táctica de dejar pasar a los carros enemigos hasta sus posiciones de cañones antitanque. Las tropas del Eje pierden ese día 8000 hombres; los soviéticos pierden 2000 soldados y evacuan por el Volga a 3500 heridos. Los alemanes hacen 5000 prisioneros. Se estima que más de la mitad de la primera oleada pereció durante el cruce del río, más de 3000 murieron en solo las primeras 24 horas. Finalmente, después de pérdidas extremadamente importantes en ambos lados, el avance alemán fue repelido. Los soldados de Rodimtsev aseguraron el principal embarcadero del Volga para los otros regimientos de la división. Los alemanes incapaces de conquistar la colina Mamáyev Kurgán, se convertirá en tierra de nadie durante el resto de la batalla.
En este momento, las estadísticas de bajas alemanas se dispararon dada la inexperiencia en combate urbano del soldado alemán. Aunque Paulus sabía que las bajas soviéticas era por lo menos el doble que las alemanas, sus recursos humanos se disipaban rápidamente, ya que solo contaba con una división en la reserva. Eran habituales los destacamentos de comandos alemanes enviados al combate callejero que perdían entre el 50 y el 70 % de efectivos.
Entre el primer y segundo día de combate los alemanes tuvieron cerca de 2500 bajas, los soviéticos cerca de 6000. Para los soviéticos las pérdidas sobrepasaban las ya de por sí altas bajas diarias: casi 3000 soldados morían por día (a razón de un centenar cada hora). Aunque las tropas alemanas lograron penetrar en la ciudad o lo que quedaba de ella, nunca se hicieron completamente con la totalidad (el muelle y la colina), puesto que los primeros no pudieron ser alcanzados, y mientras permanecieran en manos soviéticas, los refuerzos y suministros necesarios para proseguir la batalla podrían afluir con regularidad. Batallones y brigadas de comandos alemanes que intentaron llegar a los muelles fueron reducidas al 50 % de sus efectivos.
Para mediados de septiembre, ocho de las veinte divisiones del 6.º Ejército alemán se encontraban luchando dentro de la ciudad; no obstante, los soviéticos no dejaban de alimentar el frente con refuerzos de Siberia y Mongolia. El general Paulus, enfermo de disentería, estaba sobre tal presión para que informara de la fecha en que caería Stalingrado que acabó por desarrollar un tic en el ojo izquierdo, que luego se extendió por el lado izquierdo de su cara.
Hitler, que no había deseado la guerra de guerrillas en Moscú y Leningrado, ahora ordenaba la conquista de la ciudad bajo esa premisa: eso implicaba la guerra calle por calle, casa por casa, un tipo de combate para el cual ni la Wehrmacht ni las Waffen-SS estaban preparadas.

### Estancamiento, avances y retrocesos
En este campo de batalla, los alemanes estaban bajo constante tensión, ya que, el soldado soviético se había convertido en un maestro del camuflaje y las emboscadas eran comunes. La noche no ofrecía descanso, ya que los defensores de la ciudad preferían atacar de noche, neutralizando el peligro de los bombarderos alemanes. Sin embargo, no era una limitación para los bombarderos soviéticos, que pasaban sobre la ciudad arrojando pequeñas bombas de 400 kilogramos. Finalmente, el 6.º Ejército solicitó a la Luftwaffe que mantuviera la presión sobre la aviación soviética durante la noche, porque «las tropas no tienen descanso». Si los bombardeos nocturnos, las minas antipersonales y las emboscadas de la infantería enemiga no eran suficientes para mantener alerta a los alemanes en Stalingrado, los francotiradores sí lograron captar la atención de los oficiales germanos. Los francotiradores soviéticos, utilizando las ruinas como refugios, también infligieron grandes daños a los alemanes. El francotirador Vasily Zaitsev durante la batalla mató a 225 soldados y oficiales del enemigo (incluidos 11 francotiradores), mientras que Tania Chernova mató a 80 enemigos. El número de oficiales muertos por francotiradores, especialmente los observadores, también se disparó y muy pronto se tuvo que recurrir a realizar promociones prematuras, con el fin de reemplazar a los caídos.
Vasili Chuikov ordenó que la artillería fuera trasladada a la orilla oriental del Volga y que atacase detrás de las líneas alemanas, con el objetivo de destruir las líneas de comunicación y las formaciones de infantería en la retaguardia. Para saber hacia dónde disparar, un oficial de observación debía asomarse por la azotea de un edificio en la ciudad, lo que en muchos casos significaba la muerte a manos de un francotirador alemán. Solamente los Katiusha fueron dejados en Stalingrado, ocultos en el banco de arena del Volga.
Las medidas impuestas por Chuikov a veces eran extremas: por ejemplo, enviaba a miles de soldados sin experiencia para apoderarse de las trincheras alemanas, asumiendo muchas bajas. Pronto la ciudad se cubrió de una atmósfera repulsiva y pútrida. La razón era obvia: los cadáveres de ambos bandos se descomponían bajo los escombros. A su vez, en el bando alemán, y bajo tal ambiente, se prosiguió la política antisemita nazi. La Feldgendarmerie (Policía Militar alemana) había estado capturando judíos y haciendo cautivos a civiles que fueran aptos para el trabajo y se ejecutó a unos 3000 civiles judíos de todas las edades por parte de los Sonderkommandos de los Einsatzgruppen. Otros 60 000 fueron enviados a Alemania para trabajos forzados. Los Sonderkommandos se retiraron de Stalingrado el 15 de septiembre, habiendo ejecutado cerca de 4000 civiles.

Pese a la iniciativa, el ejército invasor tuvo grandes dificultades en conquistar una ciudad que, al haber sido salvajemente bombardeada, disponía de condiciones ideales para una defensa calle por calle. Los ataques combinados de infantería y blindados resultaban inútiles en el caos de la lucha urbana. La artillería pesada se volvió inútil en este ambiente de lucha urbana, ya que, debido a la falta de precisión de la misma, no se podía atacar una casa ocupada por el enemigo, porque las casas vecinas estaban ocupadas por tropas amigas. Una gran cantidad de baterías de artillería apoyaron a ambos lados de la lucha (artillería soviética de gran calibre operada desde la costa oriental del Volga), morteros de hasta 600 mm. Hubo el famoso caso de la llamada Casa de Pávlov en que el dominio de los pisos se alternaba cruentamente entre los bandos.

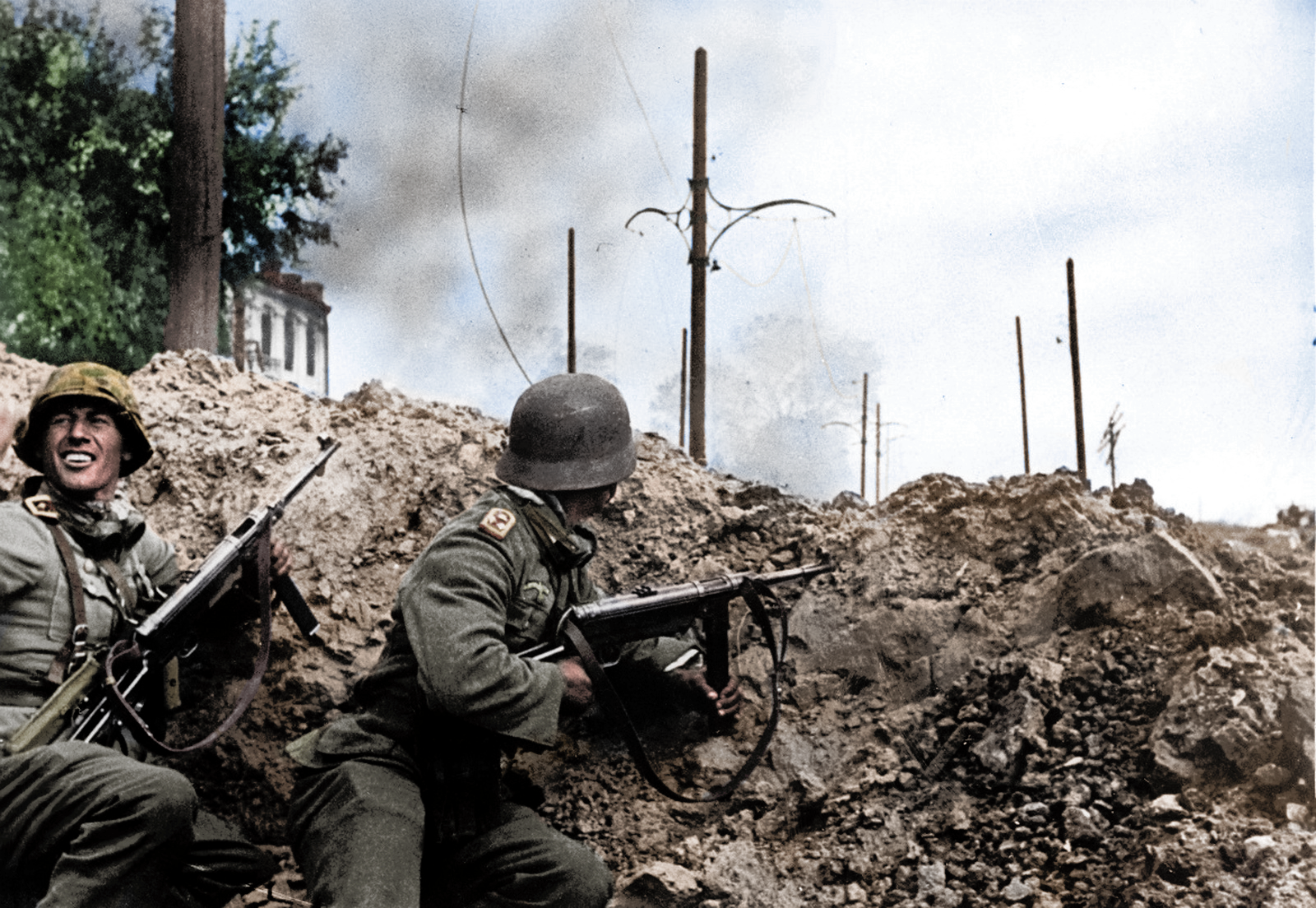
Soldados alemanes de la 24 División Panzer en acción durante la lucha por la estación sur de Stalingrado.

El 17 de septiembre, varias divisiones soviéticas evitan que la 24.ª división alemana rompa las defensas y penetre al centro de la ciudad. Al día siguiente, la batalla en Stalingrado se ralentiza, debido al ataque por el norte de varias divisiones soviéticas enviadas por Zhúkov, en la zona de Gorodische, que obligaron a los alemanes a desplazar tropas y utilizar la aviación para frenar la ofensiva. En el sur de Stalingrado, la zona más vulnerable de la defensa, las divisiones alemanas 14.ª y 29.ª, obligan a retroceder hacia el centro a las fuerzas soviéticas, mientras los infantes de marina del regimiento 92, se guarecen en un gran elevador de granos, entorpeciendo el avance de las tropas germanas.
La batalla en la estación central de la ciudad, especialmente en la conquista de la colina de Mamáyev Kurgán y en las fábricas en el centro de la ciudad, duró más de dos meses y se convirtió en una enconada lucha en que las banderas de ambos bandos ondearon alternadamente, ya que, si los alemanes controlaban esta colina, su artillería dominaría el Volga.
El 19 de septiembre, la 1.ª Guardia Soviética y el 24.º Ejército lanzaron otra ofensiva contra el 8.º Cuerpo de Ejército del general Walter Heitz en Kotluban. VIII Fliegerkorps envió ola tras ola de bombarderos en picado Stuka para evitar un gran avance. La ofensiva fue repelida. Los Stukas afirmaron que 41 de los 106 tanques soviéticos destruidos esa mañana, mientras escoltaban los Bf 109 destruyeron 77 aviones soviéticos. En medio de los escombros de la ciudad destruida, los ejércitos 62 y 64 soviéticos, que incluían la 13.ª División de Fusileros de la Guardia Soviética, anclaron sus líneas de defensa con puntos fuertes en casas y fábricas. Asimismo, el Ejército Rojo logra hacer retroceder algo a los alemanes en la zona de la colina de Mamáyev Kurgán, pero no lo suficiente para aliviar la presión germana sobre el centro de la ciudad. Los alemanes logran penetrar las líneas de defensa en el centro y sur de la ciudad, llegando hasta el embarcadero (76.ª división), lugar crucial para los soviéticos porque por allí se realizaba el suministro de alimentos y municiones, así como el ingreso de refuerzos por medio de ferrys.

### "Guerra de ratas"
La doctrina militar alemana se basaba en la interacción de las ramas militares en general y en la interacción particularmente estrecha de infantería, zapadores, artillería y bombarderos en picado. En respuesta, los combatientes soviéticos trataron de ubicarse a escasos metros de las posiciones enemigas, en cuyo caso la artillería y los aviones alemanes no podían operar sin el riesgo de destruir su propia infantería. A menudo, los oponentes estaban divididos por una pared, piso o escalera. En este caso, la infantería alemana tuvo que luchar en igualdad de condiciones con la infantería soviética: rifles, granadas, bayonetas y cuchillos. La lucha fue por cada calle, cada fábrica, cada casa, sótano o escalera. Incluso edificios individuales se pusieron en las tarjetas y obtuvieron los nombres: Casa de Pavlov, Molino, Grandes almacenes, prisión, Casa Zabolotny, Casa de productos lácteos, Casa de especialistas, Casa en forma de L y otros. El Ejército Rojo constantemente realizaba contraataques, tratando de recuperar las posiciones previamente perdidas. Varias veces pasaron de mano en mano Mamáyev Kurgán y la estación de ferrocarril Stalingrado-I. Los grupos de asalto en ambos lados trataron de usar cualquier pasaje al enemigo: alcantarillas, sótanos, socavamientos. Los alemanes denominaron ese tipo de enfrentamientos como «rattenkrieg», «guerra de ratas».
Los soldados pronto desarrollaron neurosis por estar sometido constantemente al grado de tensión de la llamada Rattenkrieg (‘guerra de ratas’) no era excusa para abandonar el campo de batalla, ya que tanto alemanes como soviéticos no reconocían esta enfermedad y la calificaban de cobardía, que usualmente implicaba la ejecución sumaria inmediata.
El día 21 de septiembre, las orillas del Río Tsaritsa (afluente del Volga ubicado en el barrio central, con desembocadura en la zona de la estación ferroviaria) era ocupada por los alemanes y llevan su artillería a pocos metros del muelle principal. El general Chuikov se vio obligado a trasladar su cuartel general, ubicado en el búnker del barranco Tsaritsa, a la colina Mamáyev Kurgán. La zona central de la ciudad está estancada, ambos ejércitos están agotados. Los soviéticos aún pueden traer refuerzos empleando los transbordadores del extremo septentrional de la ciudad y los subterráneos, donde tienen sus cuarteles, hospitales y refugios, inalcanzables para la artillería germana. La ciudad es ya un montón de escombros. El general Zuikov sólo ha enviado 5 divisiones a Stalingrado en la última semana. En la retaguardia, entrena a 27 divisiones de infantería y prepara 19 brigadas de carros para realizar una contraofensiva.
Para el día 23 de septiembre, las divisiones 95.ª y 284.ª (siberianos) del Ejército Rojo, contraatacan para evitar que la Wehrmacht tome control de la margen occidental del Río Volga, haciéndola retroceder nuevamente hasta la estación de trenes, pero sin lograr restablecer contacto con las tropas soviéticas que defienden el sur de la ciudad.
El 25 de septiembre, la resistencia en el sur de la ciudad había virtualmente colapsado, limitándose a dos divisiones (35.ª y 244.ª), encerradas en unas pocas cuadras y rodeadas por tropas alemanas. Los soviéticos aún controlaban la mitad del centro, la colina y el barrio industrial al norte, donde la planta siderúrgica Octubre Rojo, tenía su propio embarcadero.
Controlado el sur y el centro, Paulus puso la mira en la amplia zona fabril al norte de la ciudad y la colina Mamáyev Kurgán, desde la que se podía bombardear el barrio industrial. Para ello movilizó las divisiones 34.ª y 94.ª (tanques Panzer) hacia el norte, de modo de preparar once divisiones para el ataque.
El 27 de septiembre, Paulus decidió acelerar la toma de la ciudad y preparó una ofensiva de gran envergadura. La principal fuerza alemana atacó al norte del Mamáyev Kurgán, cerca de los asentamientos obreros de las fábricas octubre Rojo y Barrikady. Los alemanes observaron atónitos cómo los civiles que huían de los asentamientos para buscar refugio en las líneas alemanas eran derribados por sus propios soldados. En ocasiones los alemanes también disparaban a civiles asistiendo al ejército rojo. Una división escogida de soldados alemanes capturó la «Casa de los Especialistas», donde se hicieron fuertes y comenzaran a disparar contra las lanchas que iban y venían por el Volga trayendo soldados. Los cañones de 88 mm, los Stukas y la artillería alemana competían en hundir las barcazas que traían soldados del otro lado del Volga. Chuikov que intentó mejorar la posición soviética en la colina Mamáyev Kurgán, fueron arrasadas todas sus líneas sobre la colina y las primeras viviendas del barrio industrial, por la luftwaffe, totalizando un avance de tres kilómetros. Al día siguiente, la aviación alemana bombardeó las embarcaciones que llevaban provisiones y armamentos a la fábrica Octubre Rojo, hundiendo cinco de las seis embarcaciones. La batalla por la colina Mamáyev Kurgán se vuelve encarnizada y ninguno de los dos bandos la controla. Chuikov refuerza las tropas en el barrio industrial, haciendo de cada taller una barricada.
En Berlín, en un discurso en el Palacio de deportes de fecha, 30 de septiembre, con motivo del inicio de la 4.ª campaña del Socorro de invierno, Hitler alegó: «Stalingrado ha sido conquistada (…) nadie conseguirá expulsarnos jamás de esta posición». Tanto para Stalin como para Hitler, la batalla de Stalingrado se convirtió en una cuestión vital para la moral de sus tropas y pueblos, además de la importancia estratégica de la ciudad.

### Ofensiva alemana: toma de las zonas industriales

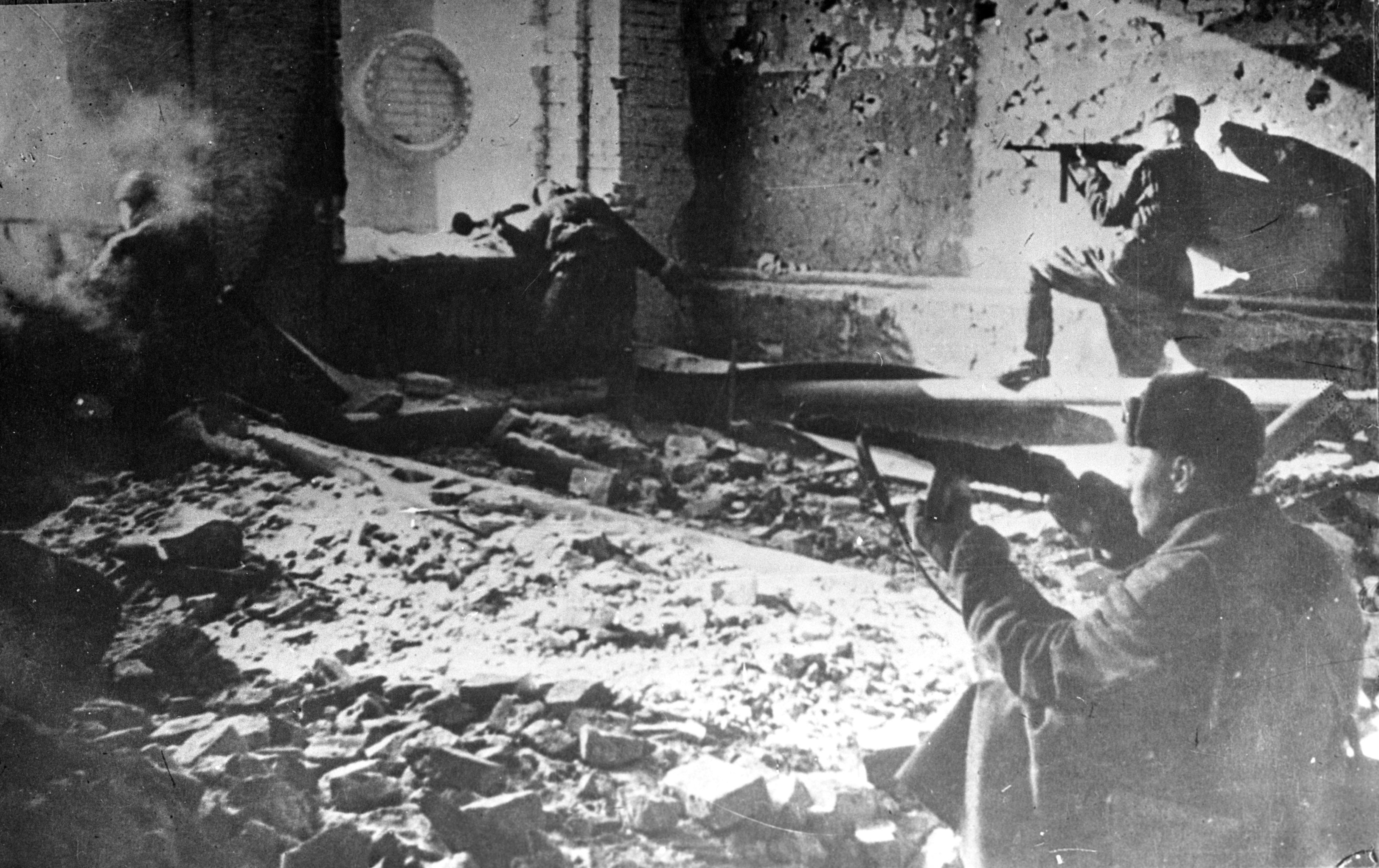
Soldados soviéticos durante los combates en la ciudad.

Las batallas por la fábrica de Krasny Oktiabr, la fábrica de Tractores y la fábrica de artillería de Barricadas (Barrikady) se dieron a conocer en todo el mundo. Mientras que los soldados soviéticos continuaron defendiendo sus posiciones disparando contra los alemanes, los trabajadores de las fábricas estaban reparando tanques y armas soviéticas dañadas en las inmediaciones del campo de batalla, y algunas veces en el propio campo de batalla. Los detalles específicos de la lucha en las empresas era el uso limitado de armas de fuego debido al riesgo de rebote: las peleas se hacían con objetos que perforaban, cortaban y aplastaban, así como la lucha cuerpo a cuerpo. Los alemanes desplegaron todo un sistema de altavoces incitando a la deserción de los soviéticos. Muchos se pasaron y se convirtieron en hiwis, muchos otros fueron fusilados por acción u omisión frente a la deserción. Para las fuerzas soviéticas de Stalingrado fue, probablemente, el momento más crítico de la batalla. Los alemanes asaltaron al 62.º Ejército en estado crítico, siendo salvado del desastre gracias a la intervención de la 13.ª División de Fusileros de la Guardia del general Rodímtsev (si bien esto fue reconocido después) y a la reactivación de la 8.ª Fuerza Aérea Soviética, donde servía un hijo de Stalin. Las operaciones soviéticas en tierra fueron constantemente obstaculizadas por la Luftwaffe.
El 29 de septiembre los alemanes atacaron la saliente de Orlovka, una gran zona controlada por un puñado de soldados soviéticos ubicada al norte y noroeste del barrio industrial, que podría permitir la llegada de las tropas de Zhúkov desde el norte. Para el día 30 de septiembre, la mayor parte de la saliente había sido tomada, encerrando a unos 500 combatientes soviéticos. Con el fin de aliviar la presión sobre el norte de la ciudad, los soviéticos lanzaron una serie de ataques sobre el flanco sur.
El 4 de octubre Paulus lanza su cuarta y mayor ofensiva para tomar la ciudad, poniendo como objetivo central tomar las tres grandes fábricas: la siderúrgica octubre Rojo, la planta de tractores y la de cañones Barricadas (Barrikady). Hitler había puesto el 14 de octubre como plazo máximo para completar la ocupación de la ciudad. Al día siguiente, la aviación alemana realizó dos mil bombardeos sobre el barrio industrial y las tropas tomaron el edificio de la fábrica Silikat, a escasos 200 m de la fábrica Barricadas. Para ese día, los generales Zukov y Vassilievksi, del Stavka o estado mayor del Ejército Rojo, acuerdan con los comandantes de los 3 Frentes soviéticos en la zona de Stalingrado las operaciones para cercar al 6.ª Ejército alemán de Paulus dentro de la ciudad.

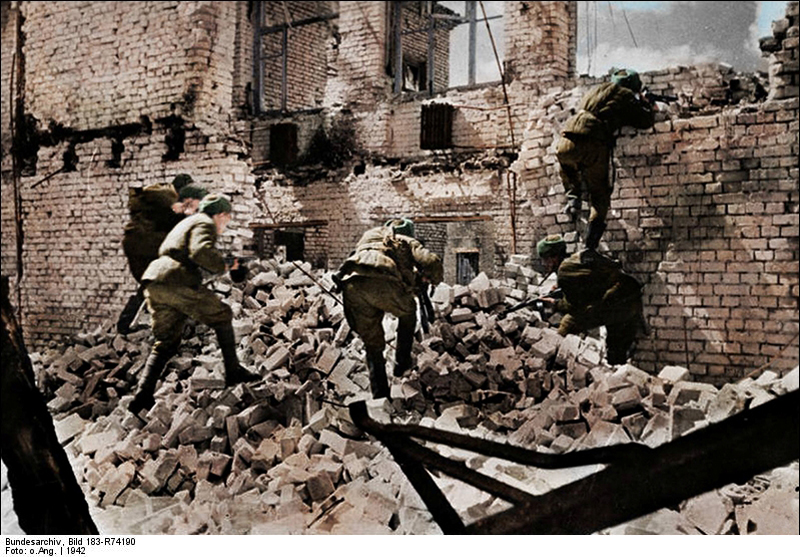
Luchando en las ruinas de Stalingrado

El 7 de octubre, los soviéticos intentaron un contraataque en el barrio industrial con escasos resultados, que no impidió que dos divisiones alemanas, apoyadas por tanques, volvieran a adelantar sus líneas tomando varios bloques de viviendas, aproximándose al estadio del club de fútbol Traktor Stalingrad, a solo dos cuadras de la fábrica de tractores. Ciento veinte combatientes cercados por los alemanes en el bolsillo de Orolkov, lograron escapar y reintegrarse a las tropas apostadas en el barrio industrial.
En este momento las fuerzas con las que contaba Paulus sumaban 90 000 soldados, 300 tanques, 1000 aviones y 2000 piezas de artillería y morteros. Por su parte, Chuikov, dentro de la ciudad, al mando del 62.º Ejército tenía 55 000 combatientes, 950 piezas de artillería, 80 tanques y 500 morteros, pudiendo recurrir al apoyo de 101 aviones bombarderos y 87 cazas. El plan del general soviético fue concentrar la mayor cantidad de tropas en el barrio industrial, con el fin de defender prioritariamente la fábrica de tractores.

### Nueva ofensiva alemana
En la mañana del 14 de octubre, Paulus lanza una nueva ofensiva general, con 30 000 soldados de reserva que acababan de llegar al frente y cinco divisiones (94, 305, 14, 389 y 24). A las 4:20 p. m. las ametralladoras alemanas ingresan a la fábrica de tractores. Un contraataque soviético desde el estadio, fracasa. Hacia la noche la fábrica de tractores está rodeada por tres de sus lados, obligando a las divisiones soviéticas a ingresar a la misma y resistir en su interior. Pocas horas después completan la toma de la fábrica y rodean a tres divisiones soviéticas (25.ª, 37.ª y 112.ª) que quedan aisladas del resto del ejército. Hitler ordena a Von Paulus que sus tropas del 6.º Ejército deben «mantener a toda costa las líneas ya alcanzadas, punto de partida de una ofensiva prevista para 1943» Según el Führer, los soldados germanos se hallan «mejor preparados y dispuestos" para afrontar este invierno que lo estuvieron en el pasado, y considera que el Ejército Rojo está «debilitado tras los últimos combates.» En definitiva, se debe resistir en Stalingrado hasta el último hombre.

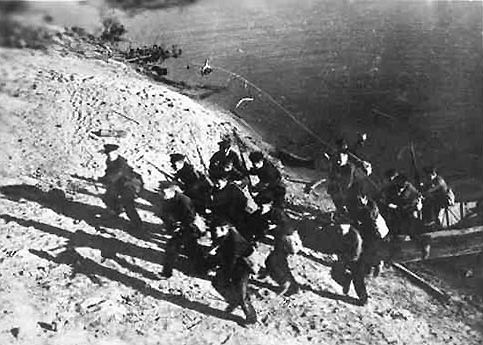
Infantes de marina soviéticos que desembarcan en la orilla oeste del río Volga.

Para el día 15 de octubre, las tropas alemanas logran llegar a la margen del río Volga, por el centro de la ciudad, partiendo al 62.º Ejército por la mitad. Presionados por todos lados, el cuartel general del 62.º Ejército soviético solicitó refuerzos ante el temor de ser empujados a la otra orilla del río. Los refuerzos llegaron al día siguiente por parte de la 138.ª División de Fusileros del coronel Iván Lyudnikov, cruzaron el río por el lado norte de la ciudad, cerca de la fábrica de Barricadas (Barrikady), y de inmediato se pusieron en acción, con grandes pérdidas; los alemanes fueron rechazados una vez más.
El 17 de octubre, los alemanes logran ingresar a la fábrica Barrikady por la esquina noroccidental. Al atardecer del día 18 de octubre, luchando metro a metro, los alemanes consiguen llegar a los muros occidentales de la fábrica. Las tropas soviéticas se repliegan dentro de la fábrica y en sus alrededores, quedando el río a sus espaldas a solo 300 m. Los alemanes esperaban tomar la fábrica Barrikady hacia el día 19, pero el 21 de octubre aún había fuertes resistencias soviéticas dentro y en los alrededores. Mientras tanto, el Ejército Rojo volvía a atacar los flancos norte y sur para aliviar la presión sobre Stalingrado, con pocos resultados.
Al finalizar el mes, las tropas del Ejército Rojo de Chuikov, hostigadas por el 6.º Ejército alemán de Von Paulus y parte de la 4.º Panzerarmee, tan solo dominan las ruinas de 2 fábricas al norte de la ciudad y una franja de 2 km de ribera portuaria del Volga, por la que recibe refuerzos, suministros y pertrechos. Durante este mes, las tropas del Eje han perdido 400 tanques y unos 40 000 soldados, gastando miles de toneladas de munición.
La 13.º División de Fusileros de la Guardia de Rodímtsev, que había sido decisiva para evitar el colapso de las tropas soviéticas dentro de Stalingrado al mando del general Chuikov, había sido tan duramente castigada en la colina y en el centro de la ciudad, que los supervivientes fueron trasladados a la orilla del Volga, alrededor del principal muelle de desembarco, un sector relativamente tranquilo. De los 10 000 soldados con que contaba la división al principio de la batalla, solo 320 verían el fin de la batalla el resto resultó muerto o herido. Los pocos supervivientes juraban que su determinación «fluía de Rodimtsev». Ellos también hicieron la promesaː «No hay tierra para nosotros más allá del Volga».
En noviembre, el río Volga comenzó a congelarse, complicando los suministros de municiones y alimentos de las tropas soviéticas. Paulus pone como objetivo siguiente la fábrica química que se encontraba al sur de la siderurgia Octubre Rojo, con el fin de aislar a las tropas soviéticas apostadas en la franja costera del barrio industrial, separándolas de las que se encontraban en el centro de la ciudad. El 9 de noviembre la temperatura baja a 18 grados bajo cero y caen las primeras nevadas, había llegado el invierno y la ciudad quedó sumida en un manto blanco con temperaturas que rondaban los -18 °C. De noche, los grupos enfrentados hacían señales de tregua temporales con banderas que asomaban en los orificios de las ruinas, permitiéndose retirar algunos caídos con vida en tierra de nadie; realizando además un intercambio no oficial de abastos entre pequeños grupos de ambos bandos, realizado muy a escondidas en treguas concertadas espontáneamente. De ser descubiertos, la pena era la ejecución inmediata por confraternizar con el enemigo. De día, la lucha se reanudaba sin cuartel.

### Nuevo ataque alemán
Al final del día, el 11 de noviembre, las tropas alemanas lanzan su mayor ataque, empleando cinco divisiones en un frente de 500 m para capturar los restos de la ciudad. Logran llegar al Volga, cerca de la fábrica Octubre Rojo. Tras el avance, capturan parte de la fábrica de cañones Barrikady, y logran rodear a la 138.ª División de Fusileros, cortando su enlace con el 62.º Ejército. La 138.ª División o división de Lyudnikov se aferró a un tramo de territorio de 500 m de ancho × 200 m de largo a las orillas del Volga, que se le conoció como la «isla de Liudnikov». La artillería divisional soviética tuvo que ser evacuada hacia la orilla este, tras el cerco de la unidad. Pero la 138.ª se sostendrá por más de dos meses, con una fuerza cada vez más reducida de los feroces asaltos alemanes, como se dejó demostrado en los informes enviados al Cuartel General del 62.ª Ejército, en pocas palabras significaron mucho: «La lucha es excepcionalmente dura». «14 ataques enemigos rechazados por fuego de artillería». «Contraataque en combate cuerpo a cuerpo». «El enemigo llega al Volga por ambos lados, tiran directamente sobre nuestras formaciones». En una comunicación telefónica entre el comandante Serguéi Gorojov, a cargo del grupo de unos mil combatiente aislados detrás de la fábrica de tractores al norte, y el comandante Iván Liudnikov, a cargo del grupo aislado detrás de la fábrica Barrycadys, este le dice: «Aguanten». Chuikov declaró más adelante que las tropas del Eje estuvieron muy cerca de completar la toma de la ciudad y que pudieron haber arrojado a los rusos al otro lado del río con el ataque de un solo batallón más. Para el 13 de noviembre, las divisiones alemanas 208 y 212, comienzan a ocupar la fábrica Octubre Rojo.
El 17 de noviembre, en Berchtesgaden, Alemania, Hitler habló a sus comandantes del frente de Stalingrado, les pidió que conquistarán la fábrica de cañones "Barricada" (Barrikady) y la planta de acero "Octubre Rojo". Al día siguiente, tropas alemanas toman al final del día la fábrica de tractores "Djerjinski", y gran parte de la fábrica de cañones "Barricada" (Barrikady), además de varios cientos de metros de la orilla del Volga. Chuikov informa a Yeriómenko que el 62.º Ejército solamente domina 1/10 de la ciudad, y que se le están acabando las municiones y los víveres. Sin embargo, lo que los soviéticos no lograron notar de los alemanes, era que sus reservas escaseaban y moralmente se encontraban afectados tanto por la resistencia soviética, como por sus líderes y las promesas incumplidas. En consecuencia, se hallaban en una posición altamente peligrosa ante los informes de una contraofensiva soviética de invierno.
Como resultado, después de tres meses de sangrientos combates callejeros y lentos avances, los alemanes habían logrado capturar casi toda la ciudad en ruinas, mientras que las fuerzas soviéticas continuaban resistiendo en tres bolsillos estrechos. Los témpanos de hielo en el Volga impiden ahora a los botes y remolcadores abastecer de aprovisionamiento a los defensores soviéticos. Sin embargo, la lucha continúa, especialmente en las laderas de Mamáyev Kurgán, fábrica Octubre Rojo y un estrecho sector en la fábrica de cañones "Barrikady", donde se aferra la 138.ª de Fusileros.
En la defensa de Stalingrado, el Ejército Rojo habría perdido desde julio unos 643 000 soldados, 1400 tanques, 12 100 piezas de artillería, y 2060 aviones. Del 20 de julio al 20 de noviembre, el 6.º Ejército alemán perdió 76 184 hombres, incluidos 16 643 muertos, 56 880 heridos y 2661 desaparecidos. De igual forma, el 4.º Panzerarme perdió 21 489 hombres, incluidos 4393 muertos, 16 633 heridos y 463 desaparecidos.
El 19 de noviembre, el Ejército Rojo lanzó una contraofensiva bajo el nombre clave de Operación Urano. Con una fuerza de más de un millón de combatientes, la mayoría siberianas, 13.541 piezas de artillería, 894 tanques y 1115 aviones, y atacaron desde los flancos norte y sur, rodeando completamente a las tropas de Paulus y revirtiendo los papeles en Stalingrado. La red de espías soviéticos Orquesta Roja, concentrada en Europa central y en el OKH, habían informado de la debilidad de los flancos del ejército enemigo, formado por soldados inexpertos rumanos, y equipados con cañones franceses sin repuestos y con solo dos obuses cada uno.

## Contraofensiva soviética

### La «Operación Urano»

El contraataque soviético en Stalingrado
Frente alemán el 19 de noviembre
Frente alemán el 12 de diciembre
Frente alemán el 24 de diciembre
Avance soviético entre el 19 y el 28 de noviembre

El 2 de noviembre, la STAVKA, el alto mando del Ejército Rojo, prepara la Operación Urano destinada a empujar a los alemanes en la región del Don hacia el oeste, cercando al 6.º Ejército alemán en Stalingrado. Las brigadas soviéticas 151 y 152 lanzaron un contraataque con éxito, para aliviar la presión alemana en la ciudad.
En cuanto a Hitler, continuó ignorando los informes de la ofensiva soviética en el Don-Volga, a pesar de la reunión con Zeitzler, el 7 de noviembre, en la conferencia militar del día con el Führer, le mencionó que un informe de espionaje reveló que El Ejército Rojo prepara una ofensiva en el Don, defendido por el 8.º Ejército italiano y el 3.º Ejército rumano; muy débiles. La información obtenida de prisioneros soviéticos no permitía pensar que sería de proporciones inmensas, ya que los prisioneros tenían poco conocimiento de lo que se preparaba en la retaguardia del frente Stalingrado. Al día siguiente, en la conferencia por el aniversario de su intento de asesinato de la cervecería Löwenbraükeller de Múnich, Hitler manifestó a sus seguidores que el puerto fluvial del Volga de la ciudad de Stalingrado estaba prácticamente en manos alemanas; declaró: «Ninguna fuerza humana podrá arrancarnos de allá». La conquista de la arrasada ciudad se ha convertido en un símbolo político, más que en un objetivo estratégico.

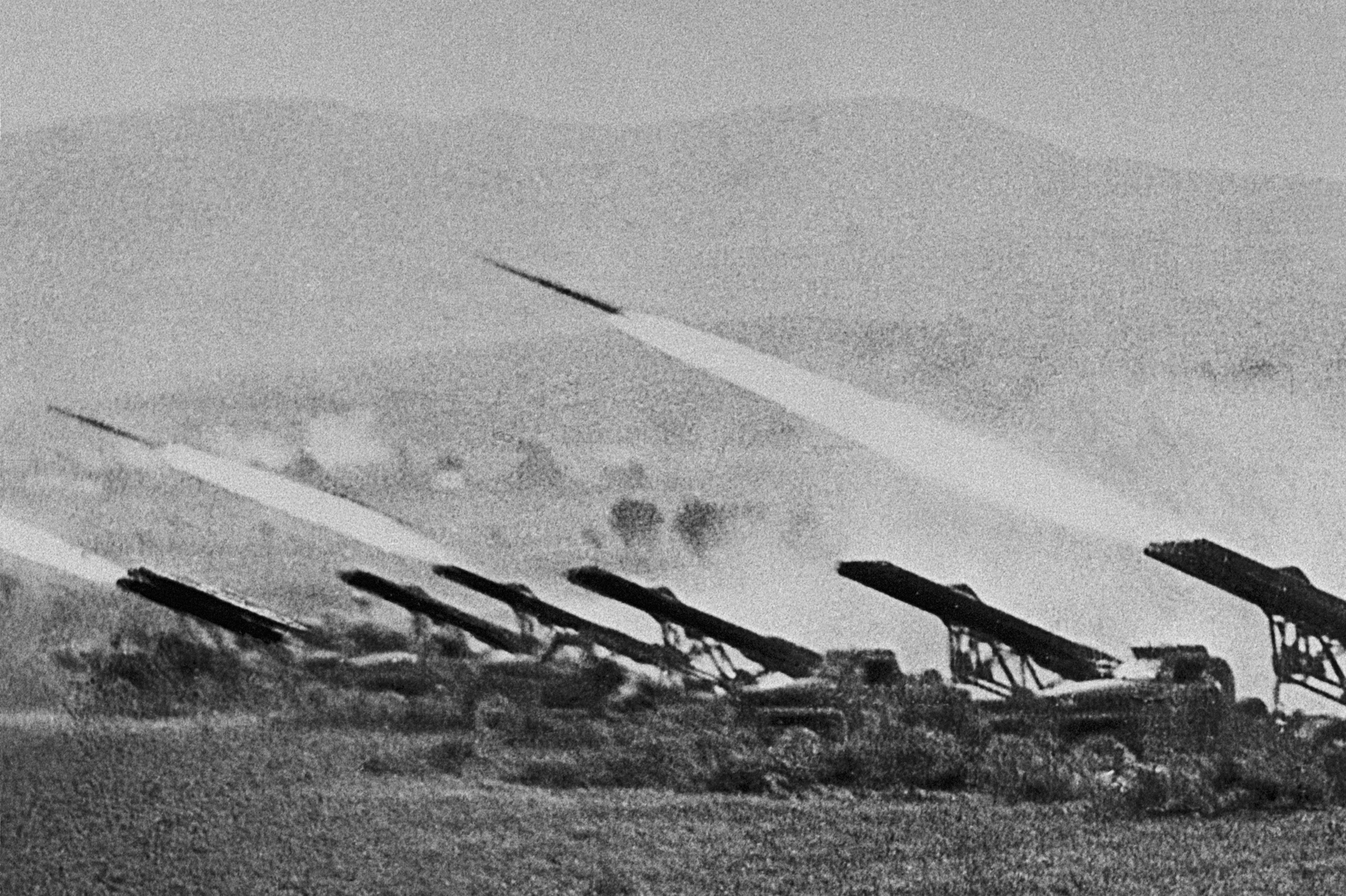
Batería de lanzacohetes Katiusha del Ejército Rojo abriendo fuego contra las tropas alemanas durante la batalla el 6 de octubre de 1942.

Era 19 de noviembre de 1942, y en la retaguardia de Stalingrado y el Don, se encontraba preparado el Ejército Rojo de Zhukov, compuesto por 1 005 000 soldados, con unos 13 541 cañones, 894 tanques y 1115 aviones, comandados por Vatutin y Rokossovski, por el sureste y el norte del Don, y Stalingrado, por Yeriómenko. A las 07:20 horas, el Ejército Rojo inicia la tan esperada contraofensiva, lanzan un bombardeo artillero con unas 3500 piezas sin descanso sobre las líneas enemigas más débiles entre Serafimóvich y Klestkaya, las cuales constaban de tropas rumanas con escaso material antitanque. Después de una hora de fuego de artillería, los batallones de fusileros avanzaron sobre las filas rumanas. El 5.ª Ejército de Tanques del general Romanenko y el 51.ª Ejército del general Chistyakov atacaron desde el norte y sur al 6.ª Ejército de Paulus al 4.ª Ejército Panzer de Hoth, apoyado este por el 3.ª y 4.ª Ejércitos rumano.

Los rumanos logran contener brevemente las primeras oleadas de infantería, pero fueron arrasados por carros de combate T-34 hacia el mediodía. Cuando los fortines fueron demolidos, los rumanos huyeron en desbandada por la planicie blanca, siendo perseguidos por las oleadas soviéticas. Si bien hubo algunos intentos de responder al ataque, los comandantes del 6.º Ejército infravaloraron el ataque hasta que fue demasiado tarde. Los combates en la misma ciudad de Stalingrado no se detuvieron durante varios días una vez comenzado el ataque soviético. Los Stukas acudieron a dar apoyo a las unidades del Eje, pero el avance soviético era por entonces imparable.

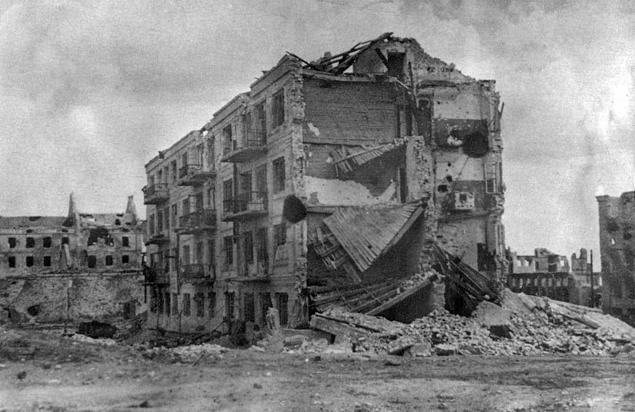
La casa de Pávlov fue defendida de los ataques alemanes por el pelotón del sargento Yákov Pávlov durante dos meses, del 27 de septiembre al 25 de noviembre de 1942.

Si bien el ataque del sur fue, por muchos factores, más débil, funcionó, y las columnas de la trampa avanzaron sin grandes reveses, salvo contraataques aislados que apenas produjeron momentáneas detenciones. El objetivo donde convergían las tenazas de la ofensiva era el pequeño pueblo de Kalach y su puente, donde los alemanes no poseían una fuerza para afrontar la amenaza y donde quedaban expuestos sus talleres y depósitos de suministros. De alcanzar sus objetivos los soviéticos significaría el encierro del 6.º Ejército de Paulus y parte de 4.º Ejército panzer en Stalingrado y su sector de 250.000 soldados y oficiales, más otros 50.000 de otras unidades (Hiwi) y 30 000 unidades rumanas, unos 330 000 hombres, con unos 150 tanques y cerca de 5000 piezas de artillería. Estos efectivos eran apoyados en sus flancos noroeste y sur por unos 700 000 soldados del Eje repartidos entre el 3.º y 4.º Ejércitos rumanos, el 2.º húngaro y el 8.º italiano, este con 220 000 soldados; unos 800 km de las líneas poco guarnecidas con tropas mal armadas. Entre todos sumaban unos 1 040 000 soldados; 10 290 cañones, 275 tanques y 1260 aviones.

### Der Kessel
El 20 de noviembre, el 26.º Cuerpo de Ejército ruso reanuda la ofensiva llegando cerca de las factorías de Ostrov y Plesistovski. El 4.º Cuerpo de Ejército ruso avanza hacia el Don, rompiendo las líneas del 14.º Panzerkorps, llegando a Golubinski; el 21.º Ejército ruso avanza hacia Verjne, Formijinki y Raspopinskaia, acabando con la resistencia del sector; mientras otra división hostiga al 3.º y 4.º Ejércitos rumanos, que ayer emprendieron la huida. Desde el sur de Krasnoarmeisk se movilizan los 51.º y 57.º Ejércitos soviéticos, ante los cuales se mantiene firme la 29.ª División alemana, pero el primero consigue cruzar sus líneas en dirección a Kalach.
Durante la maniobra de cerco que el Ejército Rojo intenta realizar a las tropas del 6.º Ejército en Stalingrado, las fuerzas soviéticas avanzan desde el norte y sur hacia Kalach, donde deberán converger para embolsar a los germanos. Paulus se ve obligado a trasladar su cuartel general al aeródromo de Gumrak, a 8 km al este de Stalingrado. El OKW había propuesto retirar el grueso del 6.º Ejército desde Stalingrado por el sudoeste hacia el Don, y así evitar el encierro. Tal proyecto aún podía ejecutarse ya que había brechas importantes que aún no estaban cerradas, pero Hitler se negó a aceptar semejante solución, y exigió a Paulus y sus hombres mantenerse en la ciudad conquistada mediante una contraorden directa, retirando las vanguardias enviadas en dirección sudoeste para tratar de superar el cerco. El 21 de noviembre, la retaguardia del 6.º Ejército alemán de Von Paulus se halla en serias dificultades, el 4.º Ejército rumano ha sido aplastado por las tropas rusas del general Yeriómenko, haciendo 65 000 prisioneros. El cambio del puesto de mando del general a Gumrak crea problemas de comunicaciones entre las distintas unidades germanas. Para el 22 de noviembre de 1942, mientras el 26.º Cuerpo de ejército ruso avanza hacia Dobrinka y Ostrov, el comandante Rodin se apodera a las 06:00 horas del puente sobre el Don enviando 2 compañías de infantería con 1 autoametralladora y 5 tanques. Los alemanes les atacan, pero en breve llegan refuerzos rusos.
Hitler consideraba que la situación no estaba del todo perdida y confiaba en poder repetir la situación producida en febrero de ese mismo año en la Bolsa de Demiansk, donde una gran masa de soldados alemanes pudo resistir un prolongado cerco soviético mediante un puente aéreo. Tal idea llegó a oídos del jefe máximo de la Luftwaffe, Hermann Göring, quien sin consultar a sus asesores técnicos prometió a Hitler que sus aviones podrían realizar un vasto abastecimiento desde el aire. La promesa de Göring exasperó al general de aviación Von Richtofen, pues el tiempo nublado con tormentas de nieve impediría volar a los aviones de forma sostenida e incluso haría imposible siquiera que despegasen. En estas condiciones Paulus radió un mensaje directo a Hitler:

Mi Führer: se nos agotan las municiones y el combustible. Abastecimiento suficiente y oportuno es imposible. En estas circunstancias, solicito plena libertad de acción. Paulus.

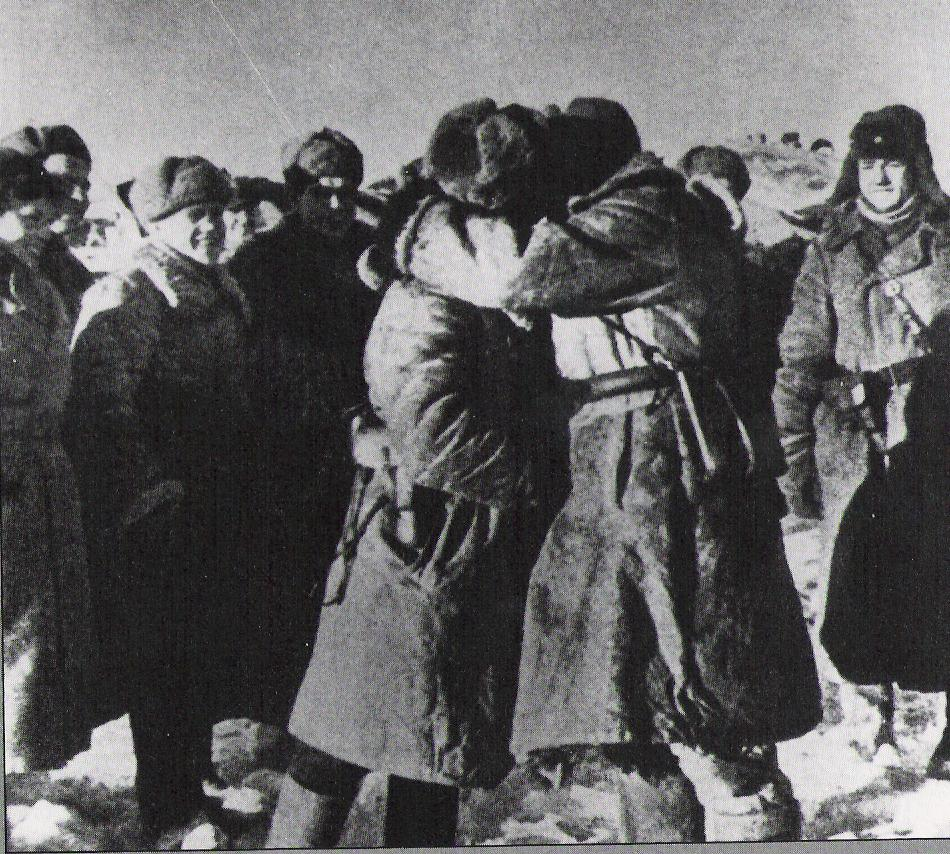
Tropas soviéticas se encuentran en Sovietsky después de cerrar la bolsa de Stalingrado.

El 23 de noviembre a las 16:00 horas, unidades soviéticas del 4.º Cuerpo de Ejército acorazado y unidades del 4.º Cuerpo de Ejército Mecanizado enlazan en las proximidades de la granja Sovietski. Las fuerzas del Ejército Rojo se encuentran así al oeste de Stalingrado, completando el cerco de las fuerzas del 6.º Ejército alemán del general Paulus y parte de la 4.º Panzerarmee: 22 divisiones en total, unos 330 000 hombres, en una franja con una distancia entre el frente exterior e interior de 13´5 a 19 km y de unos 40 km de longitud. Al noroeste, en Raspopinskaia, se rinde la 5.ª División rumana. De esta forma las tenazas soviéticas se cerraron en menos de cuatro días de lucha. El 24 de noviembre, Stalingrado estaba bajo asedio soviético. La División 94.º al mando del general Walther von Seydlitz-Kurzbach, al ver que Paulus carecía de iniciativa, ordenó a sus tropas evacuar su sector y forzar el bloqueo, esperando con ello que las demás divisiones le siguieran en su retirada no autorizada. Apenas dejó su posición, le cayó encima el 62.º Ejército soviético y muchos de sus batallones fueron aniquilados sin contemplaciones; no hubo prisioneros.
En la ciudad se encuentran los 4.ª, 8.ª, 11.ª, 51.ª Cuerpos de Ejército, el 14.ª cuerpo blindado; las 44, 71, 76, 79, 94, 100, 113, 295, 297, 305, 371, 376, 384, y 389 divisiones de infantería; las 14 y 24 divisiones motorizadas; el 8.ª Cuerpo de DCA; los 243 y 245 regimientos de lanzacohetes; 12 batallones de ingenieros; más 149 formaciones independientes, de artillería pesada, unidades sanitarias, postales, etc. y mucho personal de tierra de la Luftwaffe. Todas están cercadas en un área de 10 000 km cuadrados, sumidas en una enorme confusión jerárquica y logística. Hitler ordena al 6.ª Ejército y demás unidades que permanezcan en Stalingrado. El Generaloberst Paulus informa que detiene sus maniobras para abandonar el cerco hacia el sudoeste de la ciudad: "... por el momento es posible resistir, si bien a costa de numerosas bajas y grandes pérdidas de material." A este informe añade su superior, Weichs: "...no me parece posible un aprovisionamiento suficiente por aire:" A las 23:45 Paulus envía otro mensaje: "Se termina la munición y el combustible..." y vuelve a pedir permiso para reagruparse y escapar del cerco por el sudoeste.
Paulus dice a Hitler que podrá mantener al 6.ª Ejército y otras unidades auxiliares si recibe 750 toneladas al día de municiones, carburante, forraje y víveres; 40 tn de total serían de pan. Von Richtofen, comandante de la 4.ª Luftflotte, dice que sus aviones pueden transportar 350 toneladas al día. El Feldmarschall Hermann Göring, en conversación telefónica desde París, se compromete a llevar 500 tn. diarias a los cercados. Ante los informes advirtiéndole lo imposible de la misión —que recibió e ignoró—, prometió abastecer al Kessel con 500 toneladas diarias de pertrechos, pero los aviones apenas lograron llevar 130 toneladas en tres días de operaciones a horizonte raso y en medio de tempestades de nieve. Esto causaba que los vuelos nunca fueran realmente permanentes (como debía corresponder a un eficaz puente aéreo) sino que por causa del mal clima durante varios días los aviones no podían despegar de sus bases, o simplemente despegaban, pero no podían aterrizar en Stalingrado. Para aumentar los males, los soviéticos atacaron de manera audaz la principal base aérea de suministros, el aeródromo de Pitomnik, llegando a colapsar las bases de reaprovisionamiento y acentuando la escasez de aviones de carga para las operaciones del puente aéreo. Sumado a las inclemencias climatológicas perjudiciales para los alemanes, los soviéticos lanzaban bengalas desde posiciones recién tomadas para hacer creer a los aviones de abastecimiento que en ese emplazamiento todavía quedaban soldados alemanes que solicitaban suministros. Hitler, obsesionado, dijo a Von Richtofen: «Si Paulus sale de Stalingrado, jamás volveremos a tomar la plaza». Aun así la orden del Führer les parece una condena a muerte. Al mariscal Manstein se le ordena personarse al sur de la ciudad para asumir el mando de un nuevo Grupo de Ejércitos con los que se ejecutará una ofensiva hacia Stalingrado.
En la madrugada del 25 de noviembre, en el norte del Frente ruso, el mariscal Zhukov lanzó una gran ofensiva en el sector de Rzhev y Sychevka, a unos 150 km al oeste de Moscú, destinada a cercar al 9.º Ejército alemán al mando de Model, como maniobra de distracción sobre el frente de Stalingrado. Se lanzó al ataque los 3.º, 20.º, 22.º, 29.º, 31.er y 41.º Ejércitos soviéticos. Debido al mal tiempo, el fuego preparatorio de la artillería rusa no tiene efecto. Los alemanes estaban bien atrincherados en toda la línea del frente y tenían reservas en la retaguardia. El Grupo de Ejércitos del Centro alemán era el más armado de todo el frente del Este. Disponía de un total de 72 divisiones, de las 266 que tenía Eje en Rusia, las cuales comprendió de 1 680 000 soldados y unos 3500 tanques, 2/3 del total del Frente del Este. Ante el comienzo de la Operación Urano, La STAVKA había sugerido una segunda fase de operación al norte de Rusia, ante el peligro de que los alemanes transfirieran esas grandes fuerzas al Frente de Stalingrado. Para ello, Zhukov tenía a sus órdenes a dos grupos de Ejércitos, el Frente Occidental y el Frente de Kalinin, al mando de Kónev y Purkáyev respectivamente, con 1 890 000 soldados, 24 682 cañones, 3375 carros y unos 1170 aviones. Se destinó para la ofensiva de la Operación Marte.
A principios de diciembre, surgieron las primeras bajas por inanición. A pesar de todo, los alemanes trataron de conservar la disciplina y la organización funcionó regularmente.
En la Europa ocupada por el Eje, Benito Mussolini aconseja a Hitler el cese de las hostilidades contra la Unión Soviética, le pide que «cierre...el capítulo de la guerra contra Rusia, de un modo u otro, a la vista de que no tiene ya objeto proseguirlo». Hitler ignorará los pedidos del Duce.

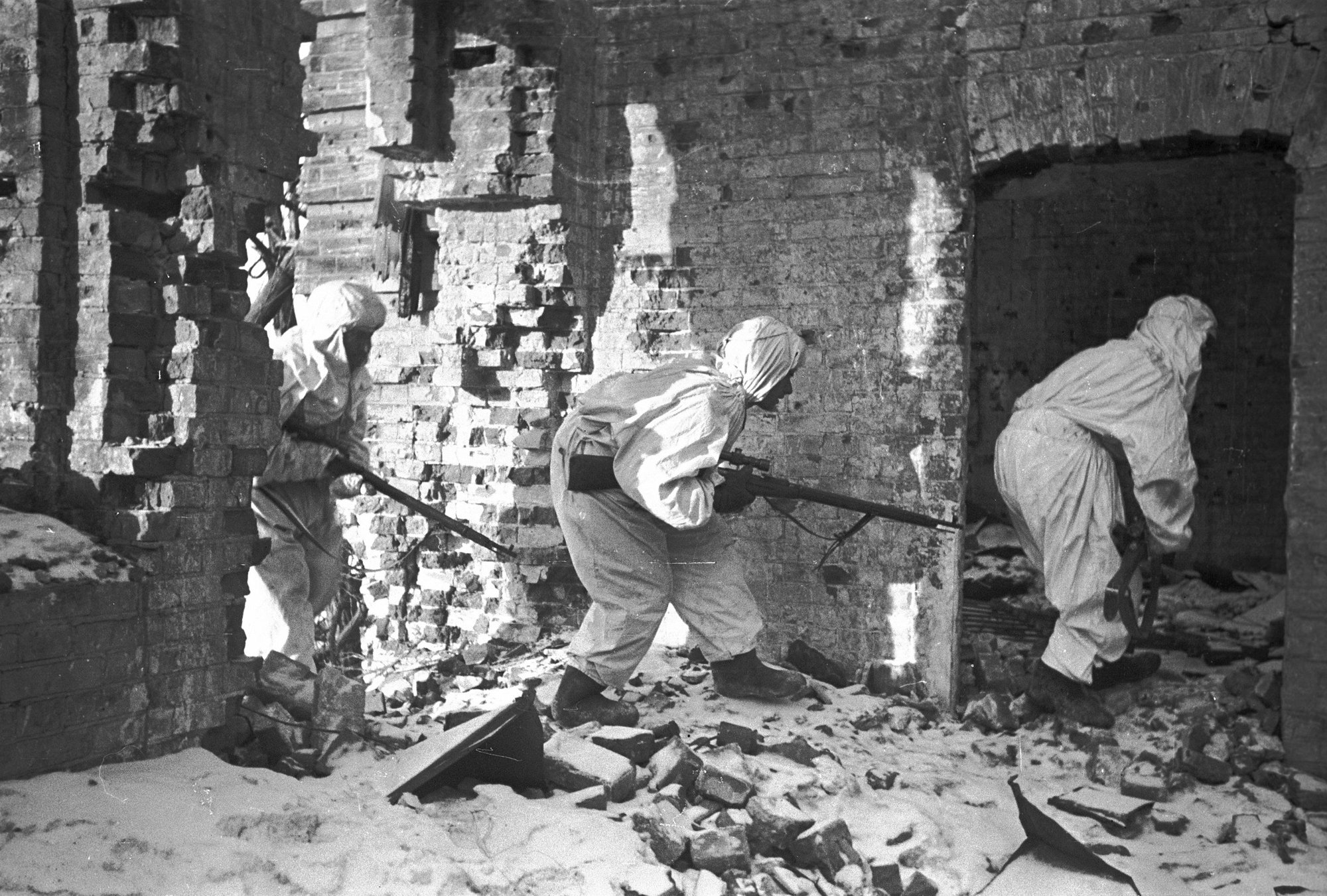
Tropas siberianas reconquistando la ciudad en ruinas

En Stalingrado, el «Caldero» (Der Kessel), donde, sin agua ni alimentos suficientes, atacados por las epidemias y en medio del pútrido olor a descomposición, los alemanes se aprestaron a sufrir un largo asedio en medio de las mayores penurias. De este modo, unos 330 000 soldados del Eje quedaron atrapados en una bolsa con la orden, por parte de Hitler, de no retroceder ni rendirse. Pese a que Göring, mariscal del aire y jefe supremo de la Luftwaffe, prometió abastecer a las tropas desde el aire, la llegada de recursos a las tropas alemanas fue casi imposible y apenas se realizaron algunos vuelos.
Los alemanes pudieron utilizar el aeródromo de Pitomnik, pero este se hallaba sujeto a continuos ataques soviéticos, los Junkers Ju 52 llegaron con abastecimientos e inmediatamente partían de vuelta evacuando heridos. Aun así, los pocos aviones no daban abasto y los afortunados que podían subir escapaban del infierno, los heridos colgaban de las puertas y algunos desesperados se aventuraban a volar asiéndose en las alas, donde ninguno logró sobrevivir. Tras la caída de Pitomnik, el 16 de enero solo quedó de improvisado el aeródromo de Gumrak, más pequeño y en peores condiciones que el de Pitomnik, pero Gumrak también caería en manos soviéticas el 23 de enero. A partir de ese día las hambrientas tropas alemanas solo pudieron recibir provisiones mediante cajas lanzadas en paracaídas por la Luftwaffe, lo cual no aseguraba que la carga llegase a destino: soldados soviéticos a veces se quedaban con las provisiones, estas caían al río Volga, o simplemente las tropas germanas estaban muy agotadas y hambrientas para buscar dichos suministros entre las ruinas de la ciudad.
Además, unos 10 000 civiles soviéticos también quedaron atrapados en la bolsa, de los cuales nunca se volvió a tener noticia.

### La ofensiva del Grupo de Ejércitos del Don
En diciembre, los soldados alemanes cercados tuvieron una leve esperanza: Erich von Manstein venía en su auxilio. Manstein, que acababa de asumir el mando del Grupo de Ejércitos Don, cuya finalidad será enlazar con el 6.º Ejército alemán de Von Paulus sitiado en Stalingrado. Esta nueva agrupación la forman por el momento tres Panzerdivisionen del 4.º Panzerarmee del General Hoth, un total de 60 000 hombres y 300 tanques. Para realizar la próxima Operación Tempestad de Invierno, con el fin de liberar a las fuerzas cercadas de Paulus en Stalingrado, el mariscal Erich von Manstein consigue que 9 divisiones más del Eje abandonen sus posiciones del Cáucaso, Vorónezh, Oriol y Francia y acudan al suroeste de Stalingrado para integrarse en el Grupo de Ejércitos del Don, con ellos, los restos del 3.º y 4.º ejército rumano. Conformando un total de 120 000 soldados, 650 tanques y 500 aviones, unas 13 divisiones.
La Operación Tormenta de invierno, que incluía dos amplias operaciones con un punto de partida diferente. Una vendría de Chirsk y la otra de Kotelnikovo, a 160 km de Stalingrado. Incluso para los generales más incrédulos del régimen nazi, el hecho de que Hitler abandonara al 6.º Ejército era algo impensable, por lo cual sentían esperanzas de un posible rescate. De esta manera la Wehrmacht se aseguró de hacer todo lo posible por rescatar a este ejército de élite cercado lejos de Alemania. El objetivo es romper el cerco de Stalingrado y socorrer al 6.º Ejército de Von Paulus, que dista 120 km de Kotielnikovski, punto de partida del ataque.
La ofensiva empezó el 12 de diciembre, las divisiones panzer 6.ª y 23.ª del general Hoth, apoyadas por infantería y aviación, siguen la vía ferroviaria a Stalingrado; defendido enconadamente por las 126.º y 302.º Divisiones de infantería rusa. En la noche del 13 de diciembre, la 23.º División Panzer avanza hasta el norte de Nebikovo. habiendo cruzado Aksai, y la 23.ª Panzerdivisionen alcanza el río y asegura una cabeza de puente en la carretera y el ferrocarril de Krugliakov. Stalin envía al 2.º Ejército de Guardias. Las temperaturas oscilan entre - 30° y -35°, pero 15 de diciembre son rechazados hasta el río Aksai, por el Cuerpo de Ejército Mecanizado ruso. En cuanto a la 6.ª División Panzer llegó al pueblo de Verjnekumski. Las batallas por Verjnekumski continuaron con éxito variable del 14 al 19 de diciembre. Solo el 19 de diciembre, el fortalecimiento del grupo alemán por parte de la 17.ª División Panzer y la amenaza de cerco obligaron a las tropas soviéticas a retirarse, hacía una nueva línea defensiva en el río Myshkova. El retraso de cinco días de los alemanes en Verjnekumski fue un éxito indiscutible para las tropas soviéticas, ya que ganó tiempo para traer el 2.º Ejército de la Guardia. Pero el 16 de diciembre, comenzó la ofensiva del Frente de Vorónezh. En la zona del río Don, 3 Ejércitos soviéticos arrollan al 8.º Ejército italiano, muy mal armado, avanzando hacia Rostov con la posibilidad de aislar al Grupo de Ejércitos del Don del mariscal Manstein, que están intentando abrirse camino hacia Stalingrado, y al Grupo de Ejércitos A de Kleist, que opera en el Cáucaso. El 1.º Ejército soviético hace huir en masa a los 220 000 italianos; Hitler llama a Mussolini pidiéndole que ordene a sus soldados que detengan su huida y resistan. La mitad de los italianos serán muertos o prisioneros. Carros de combate soviéticos hoy asaltan el aeródromo alemán de Tazinskaia, del que parten la mayoría de aparatos que abastecen a los sitiados en Stalingrado. Unos 124 aparatos de la Luftwaffe logran remontar el vuelo antes de que los rusos lo ocupen.
Para el 17 de diciembre, el mariscal Manstein, comandante del Grupo de Ejércitos del Don, envía a la región del bajo Chir a la 6.º Panzerdivisionen, de la 4.ª Panzearrmee del general Hoth, para intentar detener la ofensiva rusa hacia Rostov. La Operación Wintergewitter continúa, pero la ofensiva rusa amenaza los 200 000 hombres del Grupo de Ejércitos del Don, junto con el Grupo de Ejército A del Cáucaso y el 6.ª Ejército sitiado en Stalingrado: cerca de 1.500.000 soldados del Eje corren peligro de ser aniquilados. Al día siguiente, las fuerzas alemanas de Hoth sufren elevadas perdidas de hombres y material obligando a su comandante a detener su avance esperando la llegada la División Motorizada SS Viking. Sus probabilidades de llegar a Stalingrado casi desaparecen. Manstein llama a Paulus pidiéndole que intente una salida de la ciudad y contacte con las tropas de Hoth, que ha podido acercarse hasta unos 50 km. Muchos comandantes del 6.º Ejército alemán están a favor de escapar del cerco. Aún pueden recabar 50 000 soldados en condiciones de combatir y combustible para unos 100 carros y unos 500 vehículos. Paulus se niega, pues el Führer le ordenó resistir.
Llega al mando soviético del Frente del Don el general de artillería Nikolái Vóronov, con la misión expresa de aniquilar al 6.ª Ejército alemán cercado en Stalingrado.
El 20 de diciembre, las fuerzas de vanguardia del 4.ª Panzerarmee del general Hoth cruzan el Myshkova por Vasilievka, llegando a 50 km de su objetivo, Stalingrado, pero las grandes pérdidas (hasta un 60 % de infantería motorizada y 230 tanques) socavaron significativamente el potencial ofensivo del grupo Hoth. La situación exigía comenzar inmediatamente una ruptura del ejército de Paulus desde el cerco hacia el 4.º Ejército Panzer, ya que Goth no tenía la oportunidad de atravesar el "corredor" por su cuenta. El avance fue comenzar con la señal de código Thunderbolt. Pero Manstein no se atrevió a utilizar el Plan Donnerschlag debido a que no estaba seguro de que el jefe del 6.º Ejército Friedrich Paulus lo llevara a cabo. Primero, de acuerdo con la orden de Hitler, Paulus tuvo que mantener "Fortaleza de Stalingrado", y romper el cerco significaba abandonar la ciudad. En segundo lugar, el mando del VI Ejército requirió 6 días para preparar un avance, ya que el combustible disponible sería suficiente para superar solo 30 km.

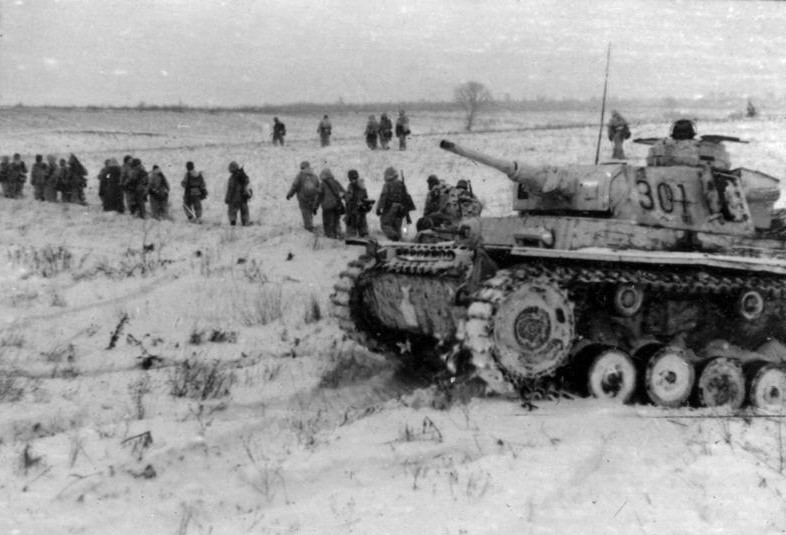
Tropas de los Panzergranaderos el 22 de diciembre de 1942, cuando ya se intuía el fracaso del plan alemán.

El 21 de diciembre, el 4.º Ejército Panzer de Hoth intenta romper las líneas del 2.º Ejército de Guardias del general Malinovski y el 7.º Ejército acorazado soviético en la ribera norte del río Myshkova para llegar a Stalingrado, y rescatar así al 6.º Ejército alemán, cercado e inmovilizado en la capital nada menos que por 7 Ejércitos rusos. Algunas avanzadillas llegan a unos 48 km de la ciudad. Tras las tropas de combate marcha una columna con 3000 tn de alimentos y munición para los cercados.
El 23 de diciembre, las 3 Panzerdivisionen de Hoth, que tratan de romper el cerco ruso a las tropas de Paulus en Stalingrado, intentan cruzar las líneas rusas al norte del río Myshkova, a 50 km de la ciudad. Pero agotadas, sin suministros, careciendo de pertrechos, y ante la imposibilidad de que Paulus pueda aproximarse para enlazar con ellas, las unidades germanas comienzan a retroceder a Kotielnikovski. El 6.º Ejército quedará abandonado a su suerte.
Los destacamentos de vanguardia del Ejército Rojo llegaron al cruce a través del Seversky Donets cerca de la ciudad de Kámensk-Shájtinski. La tarea principal del grupo de Hollidt y del 3.º Ejército rumano era proteger los aeródromos de Morózovsk y Tatsinskaya, que eran muy necesarios para los suministros del 6.º ejército cercado, así como la retención de importantes cruces a través del Donets en Forkhstadt (Bélaya Kalitvá) y Kámensk-Shájtinsk. La detención significó que los soviéticos le atacaran con todo y lo hicieran retroceder 200 km más. El ataque, que fue llevado a cabo por la sexta división blindada soviética, de manera implacable al comienzo, se vio amenazado por otro contraataque soviético en la retaguardia, por lo cual se decidió retroceder de manera definitiva. A todo esto, el aeródromo de Tatsinskaya, el principal de los Ju-52 para reaprovisionamiento, cayó en poder soviético.
En los días siguientes, la situación en el frente de Chirsk se deterioró tanto que el 23 de diciembre Manstein ordenó a la 6.ª División Panzer retirarse de sus posiciones y dirigirse hacia Morózovsk. Al amanecer del 24 de diciembre, las 3.º Panzerdivisionen del 4.º Ejército Panzer del general Hoth, son atacadas por el 2.º Ejército de Guardias del general Malinovski, que avanza hacia Kotielnikovski desde el Norte, y el 51.º Ejército soviético, que avanza desde el nordeste, rompiendo las defensas del 4.º Ejército rumano, iniciando una maniobra de cerco. Con la retirada de la columna alemana, el 2.º Ejército de Guardias de Malinovski pasó a la ofensiva contra el flanco extendido del 57.º Cuerpo Panzer alemán. A las 16:30, las tropas soviéticas volvieron a capturar Verjnekumski. Con las fuerzas del 2.º Ejército de la Guardia con tres cuerpos mecanizados, lanzó otra ofensiva sobre Kotelnikovo. Ante esta situación, el general Hoth dio la orden de retirada general ese mismo día, eliminando así toda opción seria de salvar a las tropas sitiadas en Stalingrado.

## La rendición final

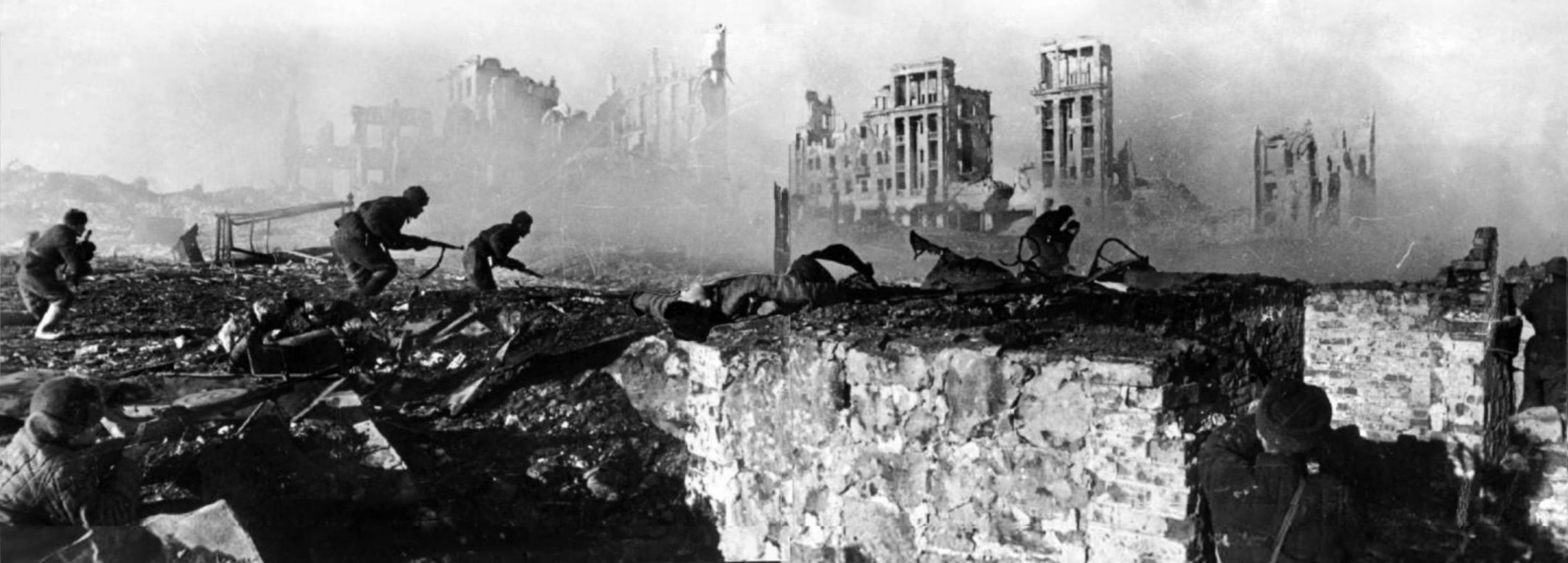
Ataque de soldados soviéticos, enero de 1943. El edificio de los ferroviarios en ruinas está en el fondo.

Se dan violentos combates en el perímetro de Stalingrado entre rusos y alemanes; las tropas del 6.º Ejército se encuentran diezmadas, agotadas, padeciendo del frío y enfermedades. La falta de alimentos ha llevado a los sitiados a comerse unos 12 000 caballos. Siete ejércitos soviéticos, al mando de Zhukov, cercan Stalingrado y presionan hacia el interior para aniquilar a los defensores; debido a su precario abastecimiento aéreo, a partir de mañana su ración diaria de pan descenderá de 200 a 100 g. Paulus, asqueado ante lo absurdo de las órdenes de Hitler, se dio cuenta de que, para el Führer, el 6.º Ejército, o lo que quedaba de él, era poco menos que una pieza sacrificable en el juego de la guerra. La vida de los soldados no tenía la menor importancia para Hitler. Porque mientras los jerarcas nazis como Erich Koch, el Gauleiter, o gobernador de los territorios ocupados de Ucrania, fletaba un avión de la Luftwaffe a Rostov para traerle 200 libras de caviar, sus hombres morían de inanición, tifus o disentería en las afueras de Stalingrado. Los jerarcas alemanes pedirán su cese; pero el Reich está infestado de estos políticos corruptos. El Führer les defiende por su sanguinaria y eficiente capacidad de explotar los recursos y la mano de obra necesaria para la guerra. Los civiles de los territorios ocupados les odian. Para el día 25 de diciembre, en el Kessel, mueren 1280 soldados de frío y hambre. Para el año nuevo, los soviéticos montaron una serie de cocinas y realizaron fiestas en la orilla sur del Volga con el doble objetivo de celebrar el año y desmoralizar a los alemanes cercados.
El 28 de diciembre, debido a la ofensiva rusa contra Rostov y el Don, que amenazaba con cortar las líneas del Grupo de Ejércitos A, las tropas del general Ruoff, retroceden lentamente del Cáucaso. hacia Tamán, en los días siguientes formarían una cabeza de puente en Kubán. Hitler se mostraba contrario a esta decisión, pero Manstein y otros oficiales lograron convencerlo. Pero en la zona de Rostov continuó siendo asediada por las tropas rusas, siendo escenario de duros combates.
Durante la contraofensiva del Ejército Rojo hacia Kotielnovski, el 31 de diciembre, el 4.º Ejército rumano es aniquilado y la 4.ª Panzerarmee se retira hasta alcanzar entre 200 y 240 km de distancia de Stalingrado. Las fuerzas rusas del Frente de Stalingrado llegan a la línea Verjne -Rubezhni -Tormosin -Gluboki, teniendo la posibilidad de lanzar una gran ofensiva sobre el sector meridional del frente alemán. Pero para la STAVKA, lo primordial era acabar con la bolsa de fuerzas alemanas en Stalingrado.
Para el día 9 de enero de 1943, se presentaron dos oficiales del Ejército Rojo en la línea occidental del frente alemán con un ultimátum de la Stavka para Paulus. Si dicho ultimátum no se aceptaba, los soviéticos lanzarían una ofensiva final contra el Kessel al día siguiente. El ultimátum fue rechazado. Las penurias se multiplicaron en el 6.º Ejército Alemán: las epidemias diezmaban los soldados, la disciplina había desaparecido y el hambre era tan atroz que los alemanes sacrificaron todos sus caballos, además de perros y ratas para poder alimentarse. Cabe destacar que aún en estas penosas condiciones, la resistencia del 6.º Ejército continuaba, ya que las líneas del frente se retiraban combatiendo e infligiendo bajas a los soviéticos que ejecutaban el plan anillo para acabar con los alemanes.

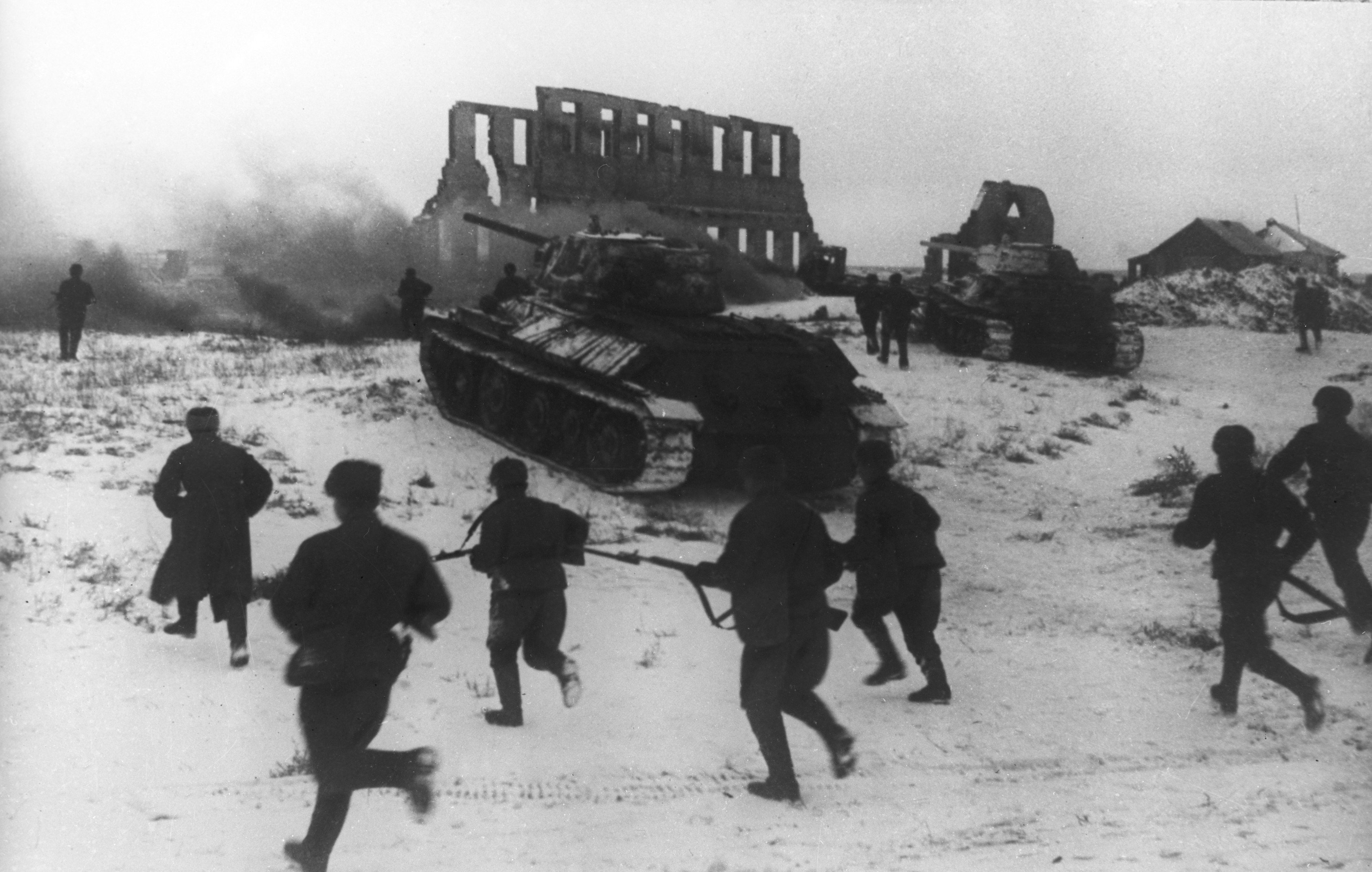
Fuerzas soviéticas en la Operación Anillo

A las 6:05 horas, del 10 de enero de 1943, el alto mando del Frente de Stalingrado dio la orden de atacar las posiciones alemanas en Stalingrado. La Operación Anillo comenzó con los disparos de unos 7000 cañones, morteros y lanzacohetes Katyusha que durante 55 minutos baten las trincheras alemanas. Luego se lanzan a la carga oleadas de infantes apoyados por carros. La ofensiva se centra en tomar el aeródromo de Pitomnik, en donde aterrizan los Ju 52 que traen suministros a los sitiados y llevándose sus heridos. Ese día, El Führer radia a Paulus «Prohíbo la capitulación. Las tropas deberán defender sus posiciones hasta el último hombre y el último cartucho, para que con su comportamiento heroico contribuir a la estabilización del frente y la defensa de Occidente». Para el día 16 de diciembre caería el único aeródromo alemán Pitomnik en manos soviéticas, los alemanes tuvieron que reconstruir el de Gumrak, gravemente dañado por ellos mismos, para poder seguir recibiendo suministros.
Los soviéticos vuelven a ofrecer a los cercados en Stalingrado la posibilidad de rendirse, pero Paulus ordena a sus tropas, que intenten romper el cerco por cualquier punto posible para evitar su total aniquilamiento. Unidades rumanas que habían formado parte grueso del 6.º Ejército, a los que han privado de raciones, se estaban rindiendo en grupos de forma continua. Otros germanos comenzarán a sobornar a pilotos para que los saquen por el aeródromo de Gumrak.
El 18 de enero de 1943, parte el que será el último avión correo alemán de Stalingrado. El general Paulus envía una carta a su esposa con su anillo de boda, el de graduación y sus medallas. El general Hube, el primero que llegó a la ciudad, es obligado a partir en el Cóndor que despega del campo aéreo de Gumrak. Este protestará ante Hitler del fracaso del puente aéreo sugiriendo que los responsables, incluido Göring, sean fusilados. Hitler ignoró esto, como muchos otros consejos.
A las 04:00 horas del 22 de enero, Gumrak, el último aeródromo alemán a unos 8 km de Stalingrado, es abandonado por las fuerzas alemanas ante el empuje del ejército soviético. Para el día 24 de enero, en la ya arruinada urbe las tropas alemanas forman en erizo en Gorodishche mientras se repliegan al este, a los restos de una fábrica de tractores. Los combates son durísimos. En el sur, los alemanes aguantan en los suburbios. Entre las ruinas se arrastran unos 20 000 heridos alemanes sin auxilio. Hay miles de cadáveres entre ellos muertos por frío y hambre, casi siempre desarmados. Durante los últimos 3 días, las fuerzas soviéticas avanzaron de 10 a 15 km, empujando a los alemanes y sus aliados a ocupar un aérea de 90 km cuadrados. Perdidos los aeródromos, la Luftwaffe, en un intento desesperado por llevar suministros a lo que quedaba del 6.º Ejército, lanzaba municiones y provisiones en paracaídas, pero estas frecuentemente caían en territorio defendido por los soviéticos.
Para el día 26 de enero de 1943, el 62.º Ejército se encuentra con la 13.ª División de fusileros de Rodímtsev, del 21.º Ejército soviético, en la colina Mamáyev Kurgán dividiendo lo que queda del 6.º Ejército de Von Paulus en dos bolsas de resistencia al norte y sur de la capital arrasada. Los T-34 rusos atraviesan las ruinas. En el Norte, lo que queda del 51.º Cuerpo alemán resiste en la derrumbada fábrica de tractores. En el Sur, los restos de otros 4 Cuerpos luchan en torno a las ruinas de la Plaza Roja, donde Paulus había trasladado su cuartel general, en el sótano de los almacenes Univermag. Al día siguiente, los 21.º, 57.º y 64.º Ejércitos soviéticos atacan a las tropas del Eje embolsadas al sur de la ciudad, que protegen a Paulus. La resistencia germana es encarnizada.
El 29 de enero de 1943, en la bolsa, el 6.º Ejército alemán radia un saludo al Führer, felicitándole con antelación por su 10.º aniversario de ascenso al poder, diciendo que "... La bandera de la cruz gamada aún ondea en Stalingrado..." Hitler haría lo mismo en un discurso augurando la "victoria final". Pero secretamente llama a sus aliados del Eje, Italia y Hungría, a que retiren sus respectivas tropas del frente del Don. Sin embargo, hacía días que los italianos ya habían emprendido la huida, y los inexpertos húngaros habían perdido unos 80 000 soldados y otros 63 000 resultaron heridos en los últimos diez días.

El 30 de enero de 1943, El Führer asciende al rango de Mariscal de Campo al general Paulus, Hitler confiesa a Keitel: «—En la historia de la guerra no se registra ningún caso en que un mariscal de campo haya aceptado caer prisionero...». En realidad, este ascenso fue recibido con otra orden de suicidio. Paulus declaró entonces: «—No tengo intenciones de dispararme por este cabo bohemio», en referencia a Hitler, e informó a otros generales (como Arthur Schmidt, Seydlitz, Jaenecke, y Strecker) que él no se suicidaría y se prohibía hacerlo a los demás oficiales para seguir la suerte de sus soldados. Las tropas soviéticas entran esta noche al que fuera el centro urbano de Stalingrado, La Plaza Roja, ahora reducida a un montón de escombros. Las posiciones alemanas sucumben ante las sucesivas oleadas del Ejército Rojo. Al día siguiente, el cuartel general de Paulus avisa por radio a Manstein de que el 6.º Ejército se rendirá, los rusos se encuentran a unos metros de su cuartel, en el sótano de los almacenes Univermag. Tras conocer las intenciones de Paulus de rendirse a los rusos, varios grupos de soldados germanos eligen entre hoy y mañana intentar escapar antes que ir a los gulag, siendo avistados por aviones de reconocimiento alemanes. De todos ellos sólo el suboficial Niewig conseguirá llegar a las líneas alemanas. 

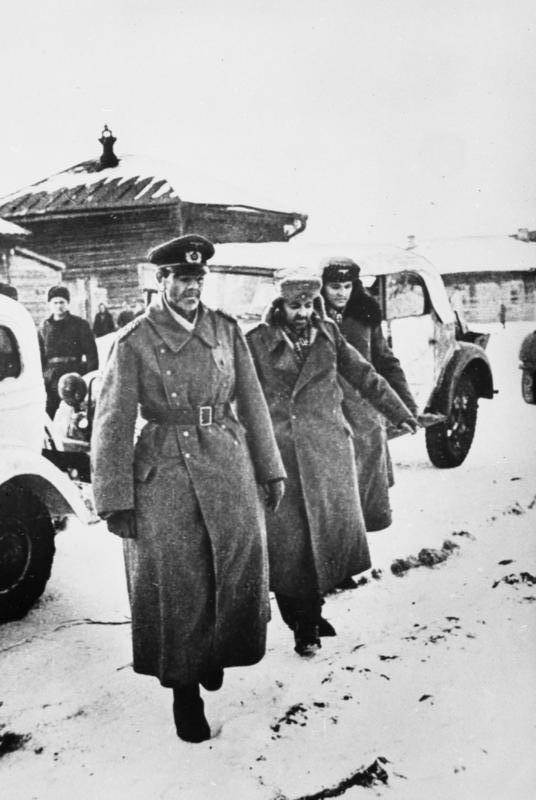
Friedrich Paulus y los miembros de su Estado Mayor en el momento de rendirse a los Altos mandos soviéticos.

El 1 de febrero de 1943, los últimos mensajes radiados desde él cuartel general de Paulus en Stalingrado dicen "...Los soldados vagabundean... pocos combaten todavía... el mando ya no se ejerce..." A las 05:45 llega el último mensaje:  "...Los rusos están ante el búnker..." Después, soldados soviéticos capturan al mariscal y su estado mayor, pidiéndoles su rendición incondicional. En Stalingrado los restos del 6.º Ejército y parte del 4.º Panzerarmee alemanas se rinden al Ejército Rojo. Entre las ruinas yacen unos 80 000 muertos, un mariscal, 23 generales, unos 2000 oficiales, 91 000 soldados y 40 000 auxiliares de origen ruso se entregan a los soviéticos; menos de 6000 de todos ellos regresaran vivos tras la guerra. Se reunirán en el cautiverio con los 16 800 que ya fueron apresados durante la batalla; unos 42 000 tuvieron más suerte y pudieron ser evacuados como heridos con anterioridad. Aún resiste el grupo de alemanes del general Streker, al norte de la ciudad demolida. Pero el 2 de febrero, el 51.º Cuerpo de Ejército, al mando del general Streker o Schrenck, se rinde. Con esta acción finaliza el combate por la ciudad arrasada, la mayor batalla de la Segunda Guerra Mundial. Esta derrota marca el declive de la Werhmacht en Rusia. 
Paulus fue el primer mariscal que capitula en la historia alemana, desobedeciendo así a Hitler, atenazado por las tropas soviéticas, la falta de alimentos y el frío polar de la estepa rusa, para el que sus tropas no tenían material suficiente, todo lo contrario, a lo que afirmaba Hitler. Un gesto sin precedentes.
Pasado mañana un informe del OKW dirá que los alemanes consiguieron ocupar en la ciudad a 107 divisiones y 13 regimientos de carros soviéticos, por lo cual el sacrificio germano no habría sido en vano. Desde el 10 de enero de 1943 hasta el 2 de febrero, el Ejército Rojo eliminó 22 divisiones de la Werhmacht, y otras 160 unidades enviadas a socorrer al 6.º Ejército. Unos 11 000 soldados alemanes no acataron la rendición y siguieron luchando hasta el final, a principios de marzo los soviéticos acabaron con los últimos reductos de resistencia en los sótanos y túneles.

## Pérdidas

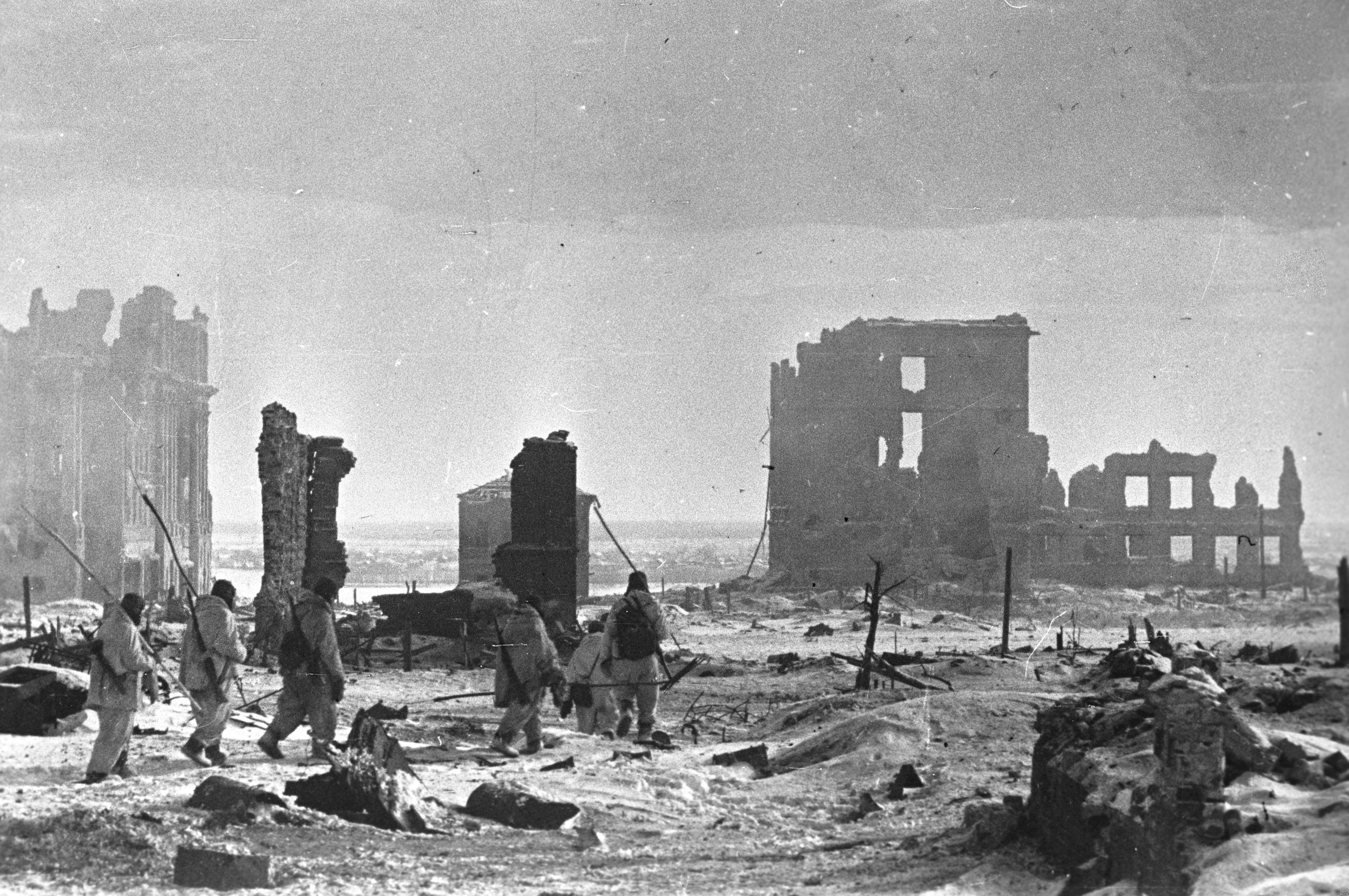
El centro de la ciudad de Stalingrado después de la victoria soviética sobre las tropas del Eje.

El III Reich perdió en Stalingrado a su mejor ejército, con el cual Hitler se jactaba que "podía asaltar los cielos". Las pérdidas también incluyen parte del 4.º Ejército Panzer y el Grupo de Ejércitos Don e incontables recursos materiales que no se pudieron reemplazar con la misma facilidad de la que disponía la URSS. De hecho, entre muertos, heridos, desaparecidos o caídos prisioneros, la Wehrmacht había perdido desde julio de 1942 hasta el final de la batalla a más de 400 000 combatientes, muchos de ellos experimentados, tropas de élite que solo podían ser reemplazadas mayormente por reclutas. Si se incluyen las pérdidas del Grupo de Ejércitos A, el Grupo de Ejércitos Don y unidades alemanas del Grupo de Ejércitos B durante el período del 28 de junio de 1942 al 2 de febrero de 1943, las bajas alemanas fueron más de 600 000. Por otra parte, los ejércitos aliados del Eje, sufrieron similares pérdidas devastadoras, siendo el punto de quiebre en las relaciones de los satélites con Alemania.
Los alemanes también perdieron 900 aviones (incluidos 274 aviones de carga y 165 bombarderos), así como 500 tanques y 6000 piezas de artillería. Según un informe soviético de la época, las fuerzas soviéticas confiscaron 5762 piezas de artillería, 1312 morteros, 744 aviones, 1666 tanques y cañones de asalto, 261 otros vehículos blindados, 571 vehículos semi-orugas, 10 722 camiones, 10 679 motocicletas 12 701 ametralladoras pesadas, 80 438 metralletas, 156 987 rifles. Se desconocen las pérdidas de las partes húngara, italiana y rumana. 

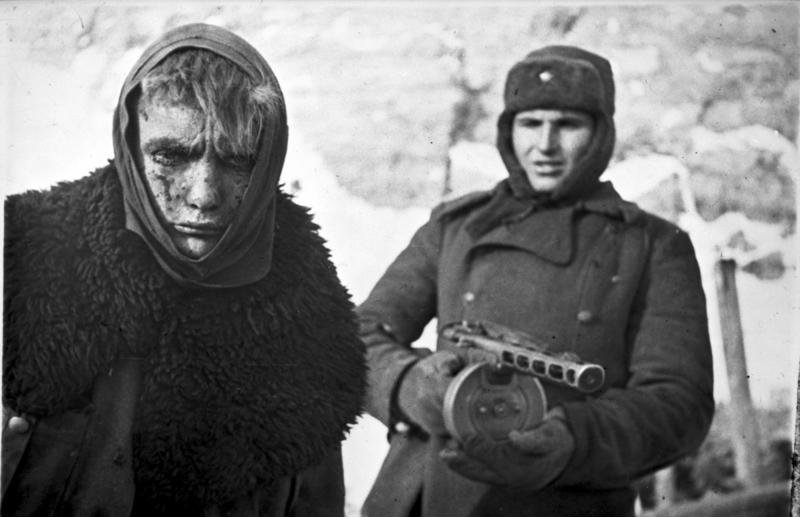
Un soldado soviético, portando un PPSh-41, con un prisionero alemán.

Los soviéticos, aparte de haber asegurado una ciudad prácticamente destruida, habían sufrido más de un millón de bajas. De estos, unos "13 000 habían muerto ejecutados por sus propios compatriotas", acusados de cobardía, deserción, colaboracionismo, etc. Aunque, informes soviéticos de la NKVD citaron solo 278 ejecuciones. La excesiva cifra proporcionada por los historiadores occidentales, bien podrían haber sido los más de 52 000 hiwis (soldados soviéticos vestidos de uniforme alemán), que murieron o cayeron prisioneros en la batalla de Stalingrado, si bien fueron tomados prisioneros, se desconoce el paradero final que tuvieron. Cabe destacar que no fue hasta la caída de la URSS que los historiadores rusos pudieron discutir abiertamente las cifras de bajas de la batalla, por temor a reconocer que el sacrificio de vidas fue excesivo.[cita requerida], si bien estas nunca serán exactas (debido a la ausencia de registros fiables y la proliferación de fosas comunes no contabilizadas), se cree que fueron muy altas, quizá más de las consideradas, haciéndose eco aquella frase de los generales soviéticos «El tiempo es sangre». Según el cálculo más alto, si se incluye a todas las fuerzas que pelearon en el Volga y el Don, murieron, desaparecieron y fueron heridos 774 168 soldados del Eje y 108 890 fueron capturados, cerca de 1 130 000 soldados soviéticos (incluyendo prisioneros muertos en cautiverio, muertos en combates, heridos tras ser evacuados, desaparecidos o capturados) y más de 300 000 civiles desaparecieron o encontraron su fin (incluyendo refugiados y gentes que vivían en pueblos y ciudades donde también se combatió). Cabe resaltar que un cuarto de millón de civiles fueron evacuados hacia el este del país.
En un informe secreto alemán de fecha 2 de febrero de 1942, «El Ejército Rojo habría perdido unos 11 200 000 soldados desde el inicio de la Operación Barbarroja».

## Consecuencias

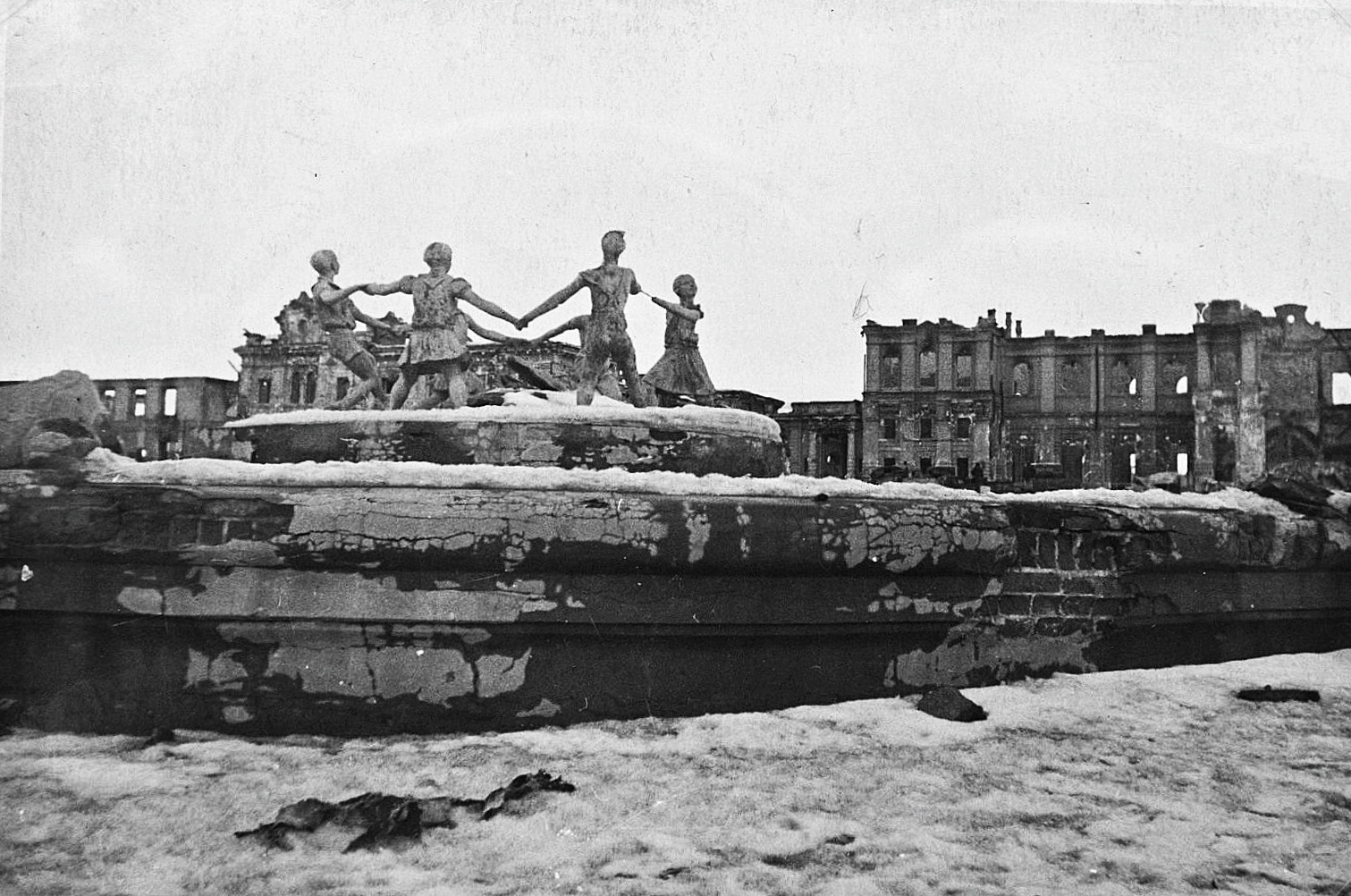
La Fuente Barmalej después de la batalla.

Cuando el 6.º Ejército Alemán se rindió con más de 91 000 soldados, estos fueron condenados a andar sobre la nieve en la denominada “marcha de la muerte” pereciendo 40 000 a causa de la caminata y las palizas. Al resto se les recluyó en los campos de concentración de Lunovo, Suzdal, Krasnogorsk, Yelabuga, Bekedal, Usman, Astrakán, Basianovski, Oranki y Karaganda, e incluso a 3500 de ellos en la misma Stalingrado para que reconstruyeran la ciudad. La mayoría de ellos, con temperaturas de -25 y -30 °C grados bajo cero enfermó de tifus, disentería, ictericia, difteria, escorbuto, tuberculosis, hidropesía y malaria. De los 91 000 prisioneros solo lograrían sobrevivir 5000.
Las consecuencias de esta catástrofe fueron inmensas y de gran alcance. La tragedia no pudo ocultarse al pueblo alemán, decretando tres días de duelo nacional. Por primera vez, Alemania perdía la iniciativa de la guerra y tenía que pasar a la defensiva. De hecho, la Wehrmacht carecía ya de los elementos logísticos necesarios para avanzar más hacia el este, siendo las orillas del Volga el punto más oriental alcanzado por tropas alemanas en Europa. Después de esta batalla, la Unión Soviética surgió engrandecida y con la iniciativa de la guerra en manos de sus líderes. Además, el comandante de la Luftwaffe, Hermann Göring, cayó en desgracia ante Hitler, perdiendo crédito entre la élite del régimen nazi, así como prestigio entre los militares, al no poder cumplir la orden de abastecer por aire a las fuerzas alemanas cercadas, como había prometido.
En cuanto al Führer, la rendición de Paulus en Stalingrado y la gran brecha abierta en el Frente del Este causarán en Adolf Hitler una aguda crisis depresiva. Tomará somníferos todas las noches, y tendrá pesadillas sobre el cerco, hasta casi el final de la guerra.
El mariscal Paulus sobrevivió a la guerra y volvió a Alemania en 1952, viviendo en la zona de ocupación soviética y luego en la RDA.
El histórico general soviético; Zhúkov reclamó para sí el éxito de Stalingrado, pero se le concedieron todos los créditos a Vasili Chuikov, que fue ascendido a capitán general y puesto a cargo de un ejército que marcharía luego a Berlín. Sin embargo, la batalla de Stalingrado supuso para los nazis una auténtica catástrofe militar y una de sus principales derrotas en la Segunda Guerra Mundial, marcando además el punto de inflexión en la guerra, tras el cual ya no pararían de retroceder ante los soviéticos hasta rendirse ante Zhúkov, en el mismo Berlín, dos años y medio después.
El triunfo de esta batalla trascendió los límites de la Unión Soviética e inspiró a todos los aliados. El 62.º Ejército, comandado por Vasili Chuikov, fue incentivando la resistencia en todas partes. El rey Jorge VI de Inglaterra le regaló a la ciudad una espada forjada especialmente en su honor, y hasta el poeta chileno Pablo Neruda escribió el poema «Canto de amor a Stalingrado», recitado por primera vez el 30 de septiembre de 1942, y el poema «Nuevo canto de amor a Stalingrado» en 1943, celebrando la victoria, lo cual transformó esta lucha en un símbolo y en un punto de inflexión para toda la guerra. Hoy en día los historiadores occidentales consideran la Batalla de Stalingrado como el segundo Verdún de Alemania.

## Honores y conmemoración

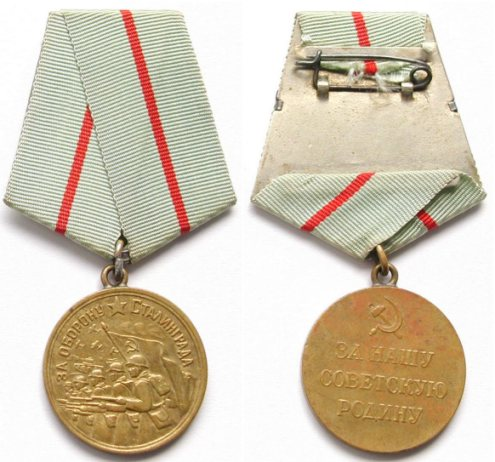
Medalla conmemorativa soviética por la defensa de Stalingrado. Anverso: ЗА ОБОРОНУ СТАЛИНГРАДА - Por la defensa de Stalingrado. Reverso: ЗА НАШУ СОВЕТСКУЮ РОДИНУ - Para nuestro hogar soviético

La Medalla por la Defensa de Stalingrado fue otorgada a todos los miembros de las fuerzas armadas soviéticas y también a los civiles que estuvieron directamente involucrados en la defensa de Stalingrado del 12 de julio al 19 de noviembre de 1942. A partir del 1 de enero de 1995, esta medalla había sido otorgada 759 561 veces. En el edificio del personal de la unidad n.º 22220 en Volgogrado, el enorme mural está determinado por la representación de la medalla. Muestra a un grupo de soldados con fusiles apuntando hacia adelante y bayonetas plantadas bajo una bandera ondeando. A la izquierda se puede ver el contorno de los tanques y un escuadrón de aviones, sobre él la estrella soviética de cinco puntas.

### Monedas conmemorativas rusas

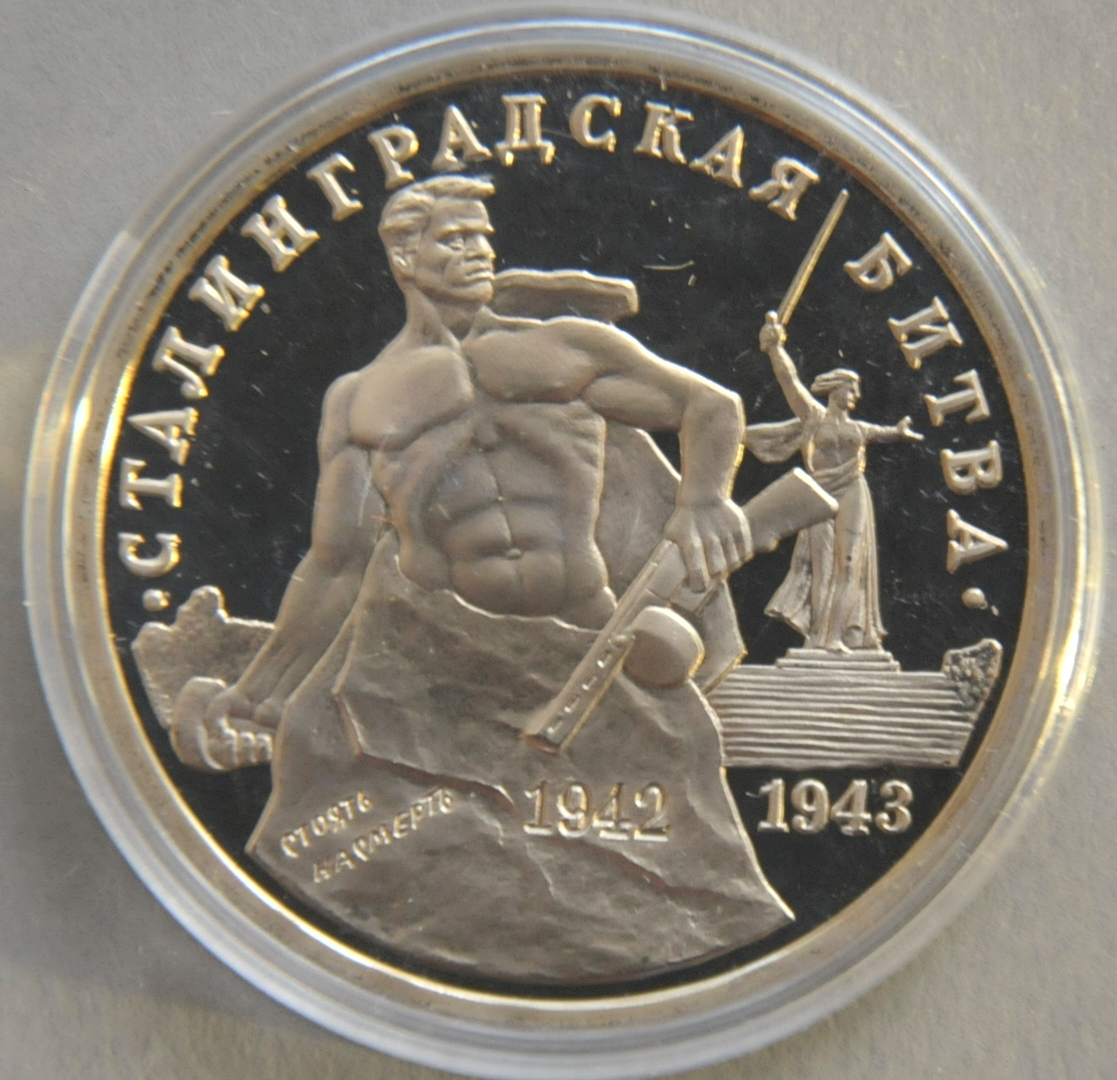
Moneda conmemorativa rusa de 1993 en el 50 aniversario de la batalla

Con motivo del 50 aniversario del final de la batalla, se emitió una moneda conmemorativa en honor a la ciudad de Stalingrado en 1993 con un valor nominal de 3 rublos de cobre / níquel.
Con motivo de las celebraciones en el 55.º aniversario del fin de la guerra, una moneda en honor a la heroica ciudad de Stalingrado también se lanzó en 2000 como parte de la serie Heldenstädte. La moneda con la inscripción «СТАЛИНГРАД» (Stalingrado) muestra soldados atacantes y un pesado tanque rodante frente a las ruinas de las casas.

### Conmemoración en Alemania

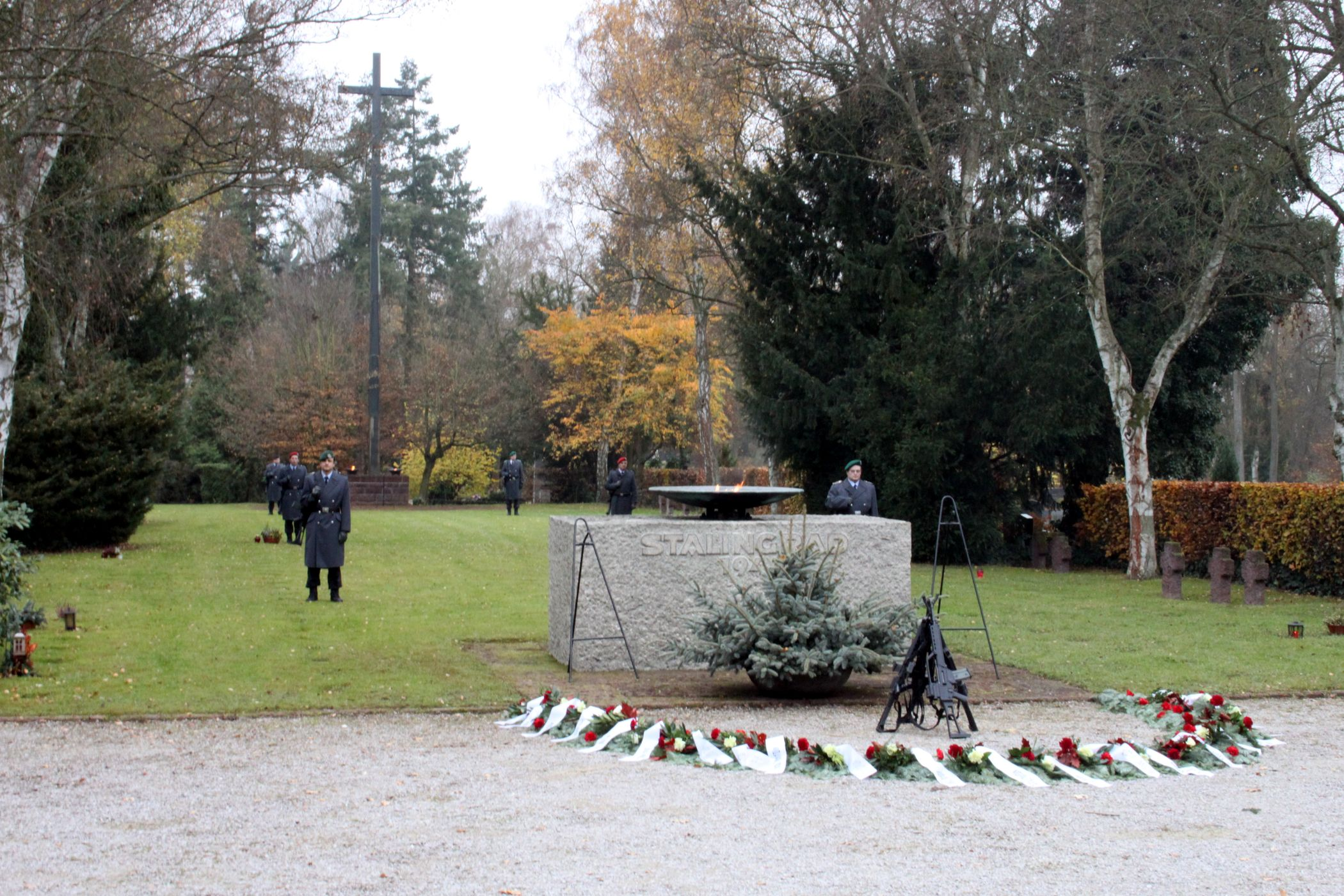
Monumento central alemán en Limburg

En el cementerio principal de Limburg an der Lahn, el monumento central alemán fue inaugurado el 18 de octubre de 1964 para conmemorar a todos los soldados que murieron en Stalingrado y murieron en cautiverio. En 1988, la ciudad de Limburg se hizo cargo de la «Fundación de Combatientes de Stalingrado», asegurando así el mantenimiento y cuidado del Monumento de Stalingrado a través de la existencia de los «Asociación Alemana de Ex Combatientes de Stalingrado». El gobierno federal decidió disolverlo en 2004.

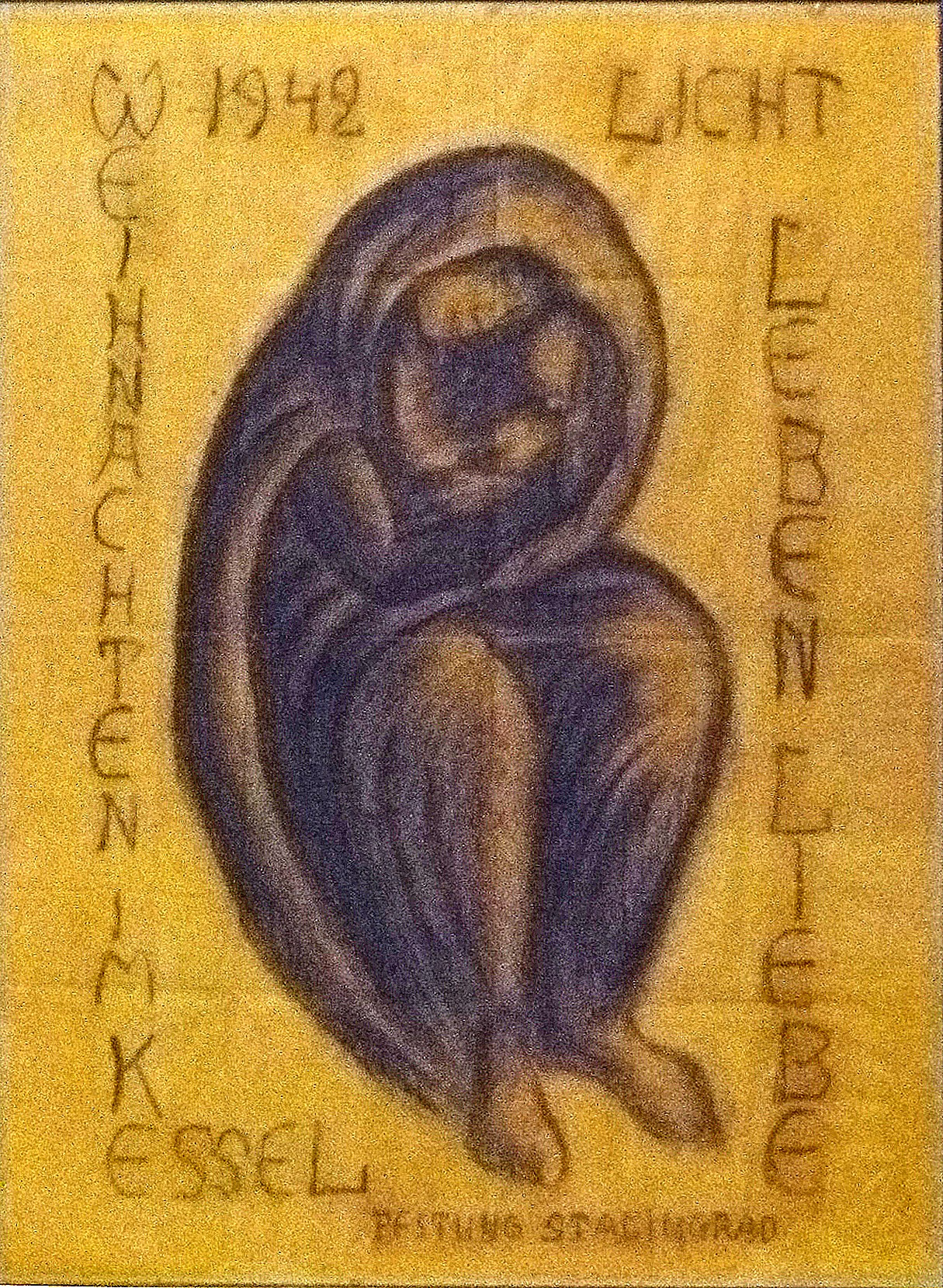
Virgen de Stalingrado

Para muchas personas, una imagen permanece asociada con la Batalla de Stalingrado: la de la Virgen de Stalingrado. La imagen pintada en 1942 por el pastor protestante, médico y artista, Kurt Reuber, en un refugio en Stalingrado con carbón en la parte posterior de un mapa soviético, lleva la inscripción «1942 Navidad en la caldera - Fortaleza de Stalingrado - Luz, vida, amor». Si bien, el propio Reuber no sobrevivió al cautiverio, la imagen llegó a manos de la familia con uno de los últimos aviones, que el presidente federal, Karl Carstens, sugirió a la Iglesia Conmemorativa Kaiser Wilhelm en 1983 en Berlín para conmemorar a los caídos y recordar la paz. En la iglesia (en la pared detrás de las filas de sillas del lado derecho), cuelga una imagen de María que alienta el recuerdo y la oración. La Madonna es el motivo en el escudo de armas del Regimiento Médico 2 del Servicio Médico de la Bundeswehr.

### Conmemoración en Austria
Cada febrero en Austria, las misas conmemorativas de Stalingrado tienen lugar en muchas iglesias, que generalmente son organizadas por la Asociación de Camaradas de Austria u otras asociaciones tradicionales. Además, numerosos objetos de la batalla se exhiben en el Museo de Historia Militar de Viena, que incluyen reliquias de guerra como cascos de acero, botas y equipos que se recuperaron en el campo de batalla de Stalingrado.

### Conmemoración en Francia
Hay una estación de metro de Stalingrado en París. Se encuentra en la Place de la Bataille-de-Stalingrad.

### Conmemoración en Italia
En Italia, existen varias calles con el nombre de Vía Stalingrado en varias ciudades.

### Cambio de nombre temporal de la ciudad de Volgogrado aStalingrado
75 años después del final de la Batalla de Stalingrado, el Ayuntamiento de Volgogrado decidió a fines de enero de 2013, que la ciudad debería volver a su antiguo nombre de Stalingrado seis días al año. Los veteranos de guerra habían solicitado esto. La decisión provocó acaloradas discusiones en Rusia. El oficial de derechos humanos, Vladimir Lukin, condenó el cambio de nombre temporal y lo calificó de «insulto a los caídos de Stalingrado». Merecen una apreciación, «pero no de esta forma». Los comunistas en Rusia están pidiendo un retorno permanente al antiguo nombre de la ciudad.